# Griechischer Tempel

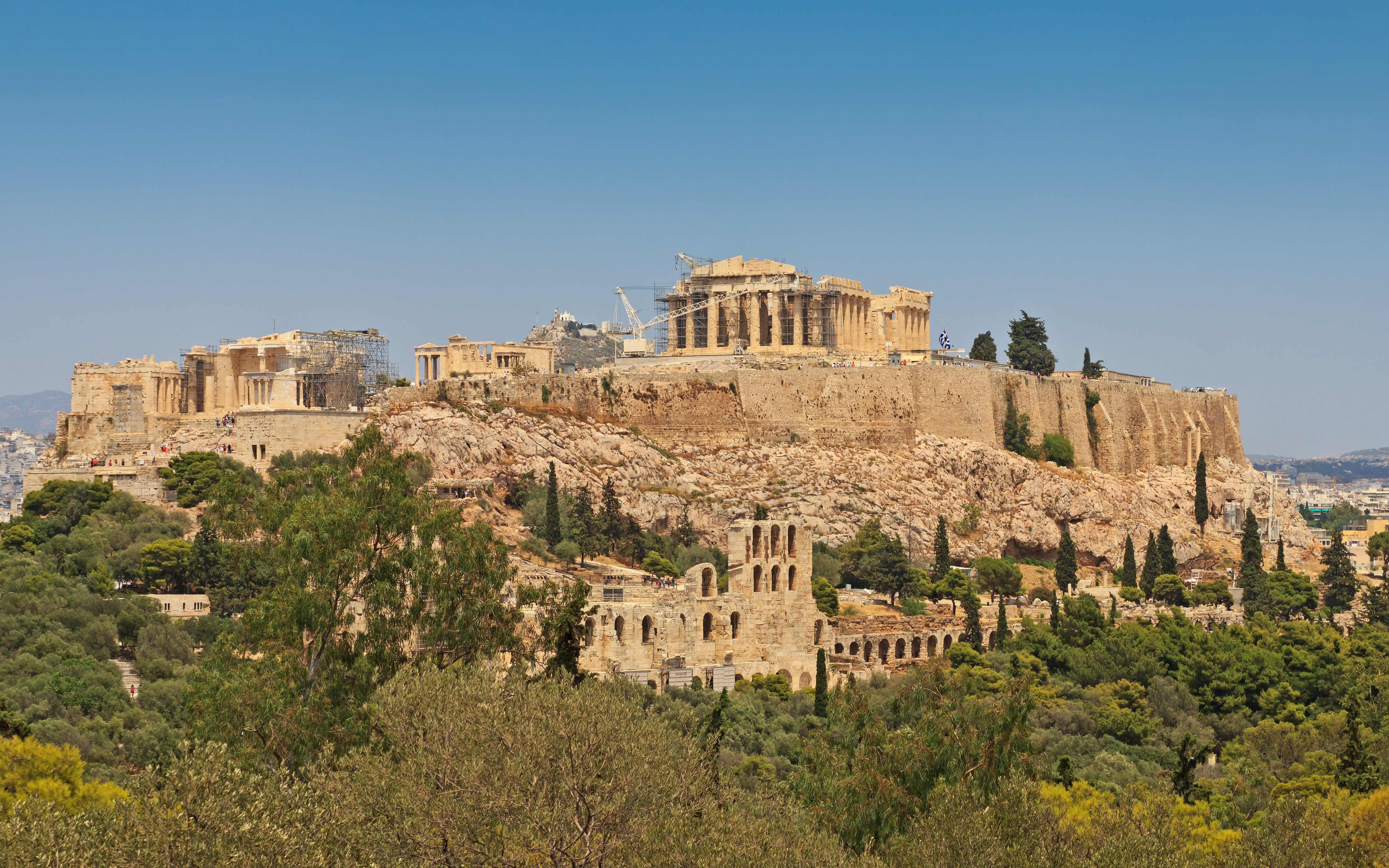
Der Parthenon auf der Akropolis in Athen, Griechenland

Der griechische Tempel (altgriechisch ὁ ναός ho naós „Wohnung“; inhaltlich nicht gleichzusetzen mit dem lateinischen templum „Tempel“) ist ursprünglich das ein Kultbild bergende Gebäude eines griechischen Heiligtums. Er diente im Allgemeinen nicht dem Kult, da die Gottesverehrung ebenso wie Opfer im Freien stattfanden, konnte aber Weihgeschenke oder Kultgerät aufnehmen. Er ist der bedeutsamste und am weitesten verbreitete Gebäudetypus der griechischen Baukunst. Nicht zum griechischen Tempel im eigentlichen Sinne werden Tempelbauten gezählt, die in den hellenistischen Reichen des Ostens oder Nordafrikas errichtet wurden und den je lokalen Bautypen verpflichtet blieben, auch wenn griechische Gestaltungsweisen zum Tragen kamen. Erinnert sei in diesem Zusammenhang an griechisch-parthische Bauten, die Tempel Baktriens oder die in ägyptischer Tradition stehenden Bauten des ptolemäischen Reiches.
Innerhalb weniger Jahrhunderte entwickelten die Griechen den Tempel von den kleinen Lehmziegelbauten des 9. und 8. Jahrhunderts v. Chr. zu monumentalen Bauten mit doppelten Säulenhallen des 6. Jahrhunderts v. Chr., die ohne Dach leicht über 20 Meter Höhe erreichten. Für die Gestaltung griffen sie hierbei auf die landschaftsspezifischen Bauglieder der verschiedenen Säulenordnungen zurück, bei denen zunächst zwischen dorischer und ionischer Ordnung zu unterscheiden ist, zu denen ab dem späten 3. Jahrhundert v. Chr. die korinthische Ordnung trat. Eine Vielzahl unterschiedlicher Grundrissmöglichkeiten wurde entwickelt, die mit den verschiedenen Säulenordnungen der aufgehenden Architektur kombiniert wurden. Ab dem 3. Jahrhundert v. Chr. ließ der Bau großer Tempel nach, um nach einer kurzen letzten Blüte im 2. Jahrhundert v. Chr. im Verlauf des 1. Jahrhunderts v. Chr. fast vollständig zum Erliegen zu kommen. Man nahm nur kleinere Bauaufgaben neu in Angriff, erneuerte ältere Tempel oder arbeitete an ihrer Fertigstellung weiter.
Der griechische Tempel wurde nach festen Regeln entworfen und gebaut, deren wichtige Bezugsgrößen der untere Durchmesser der Säulen oder die Maße des Fundamentes sein konnten. Optische Verfeinerungen lösten die Starre der sich so ergebenden fast mathematischen Gestaltungsgrundlagen. Entgegen einer heute immer noch verbreiteten Vorstellung waren die griechischen Tempel bemalt, wobei satte Rot- und Blautöne neben das dominierende Weiß traten. Überaus reich war bei aufwendig gestalteten Tempeln der figürliche Schmuck in Form von Reliefs und Giebelfiguren. In der Regel wurden die Bauten von Städten und Heiligtumsverwaltungen beauftragt und finanziert. Auch konnten Privatpersonen, meist hellenistische Herrscher, als Bauherren und Stifter auftreten. Mit dem Versiegen dieser finanziellen Quellen im späten Hellenismus, mit dem Einverleiben des griechisch geprägten Kulturkreises in das Römische Reich, dessen Verwaltungsbeamte und Herrscher als neue Auftraggeber auftraten, endete der Bau griechischer Tempel. Die nun entstehenden Bauten waren Teil der römischen Reichsarchitektur, die anderen Zielen diente und weiterentwickelte Formen der Gestaltung benutzte.

## Entwicklungsgeschichtlicher Überblick

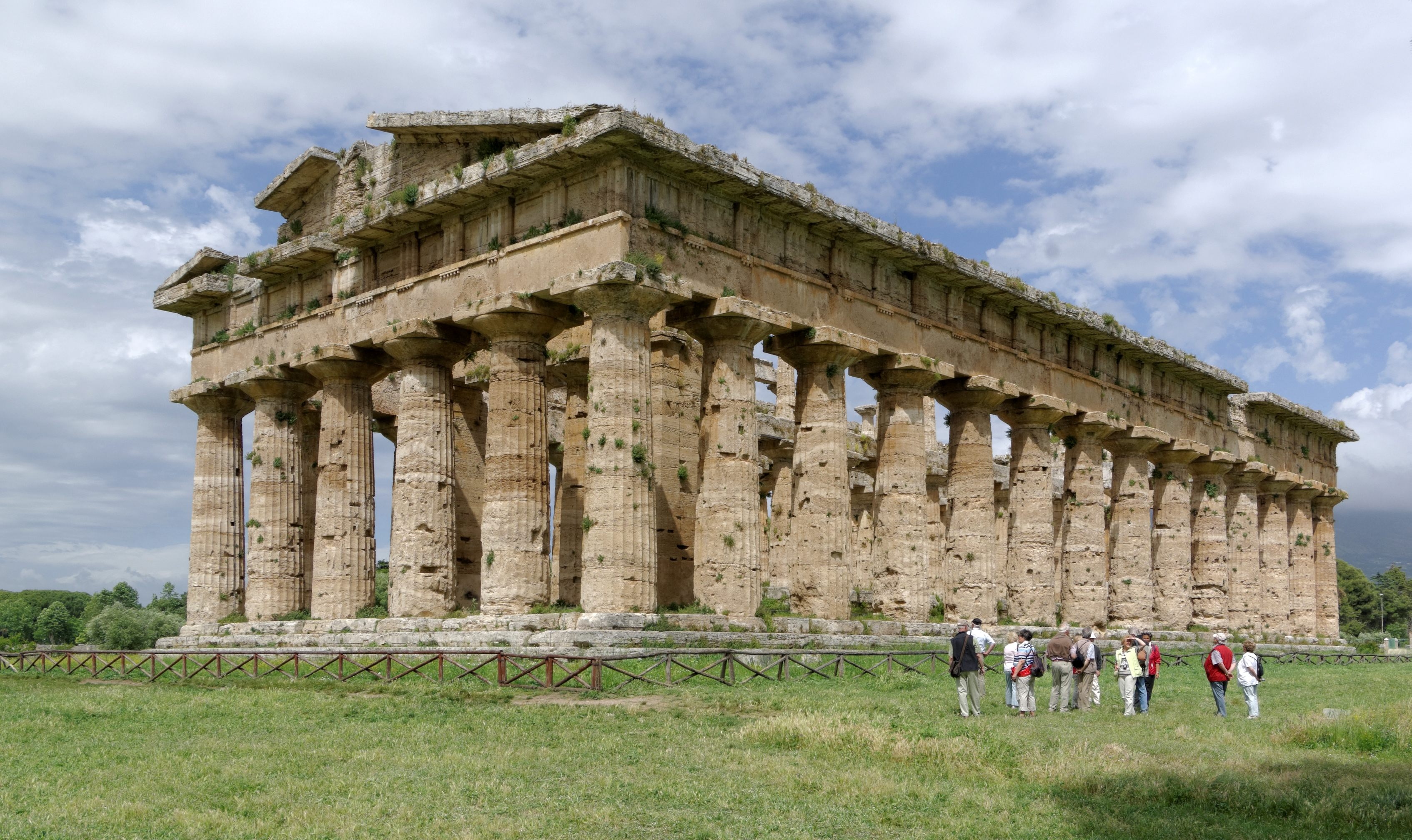
Poseidontempel in Paestum

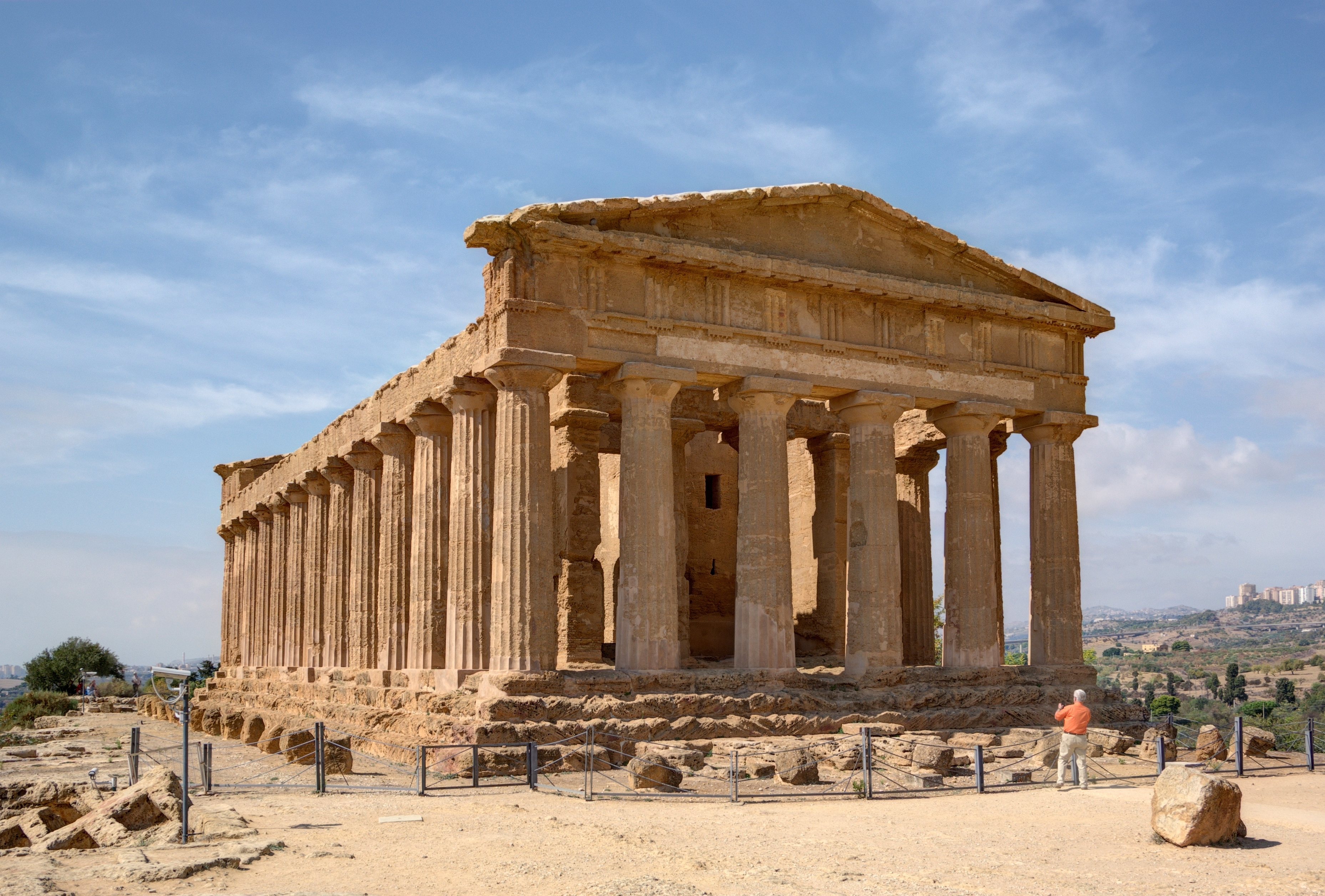
Concordiatempel in Agrigent im Valle dei templi

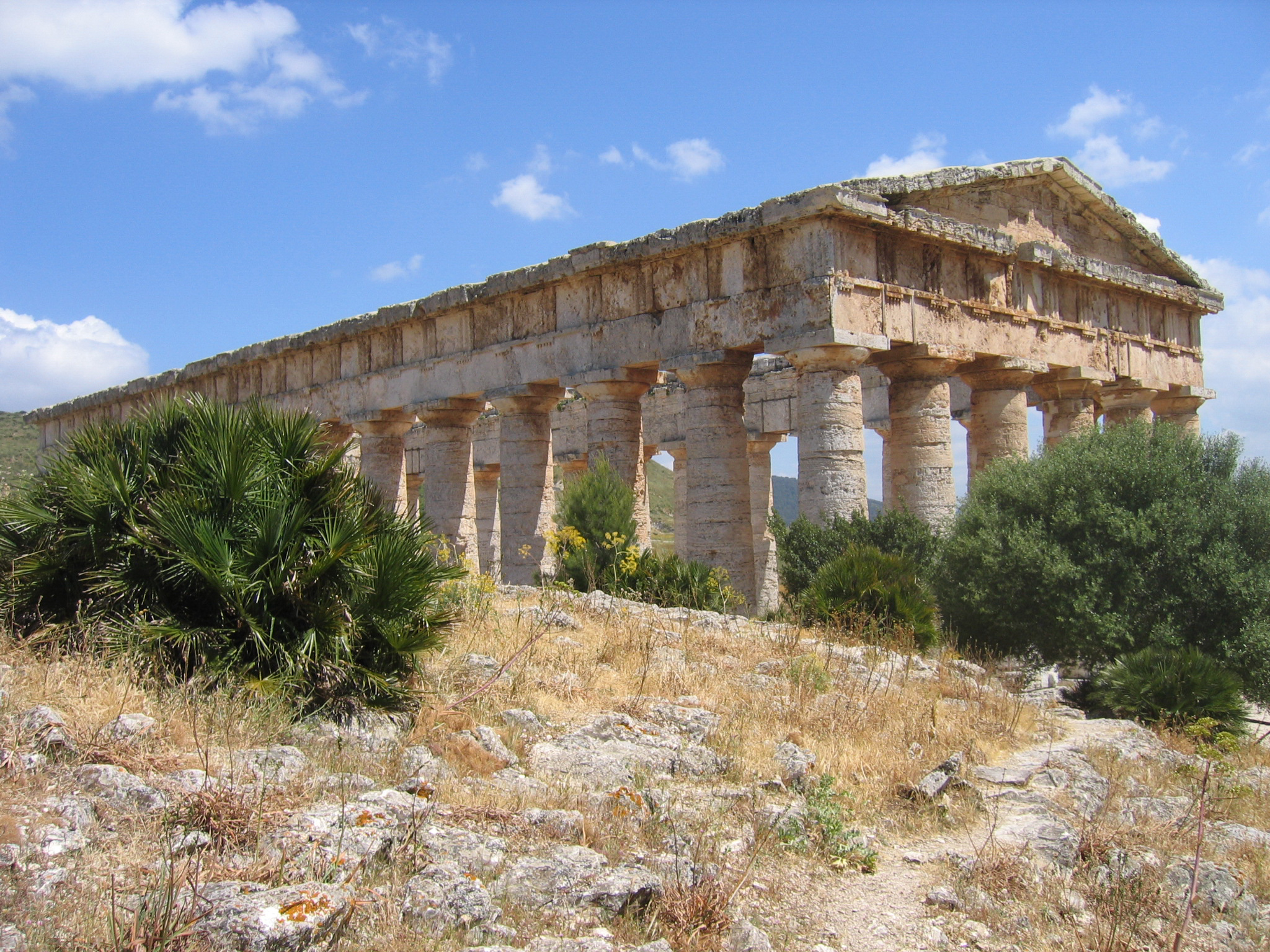
Tempel in Segesta

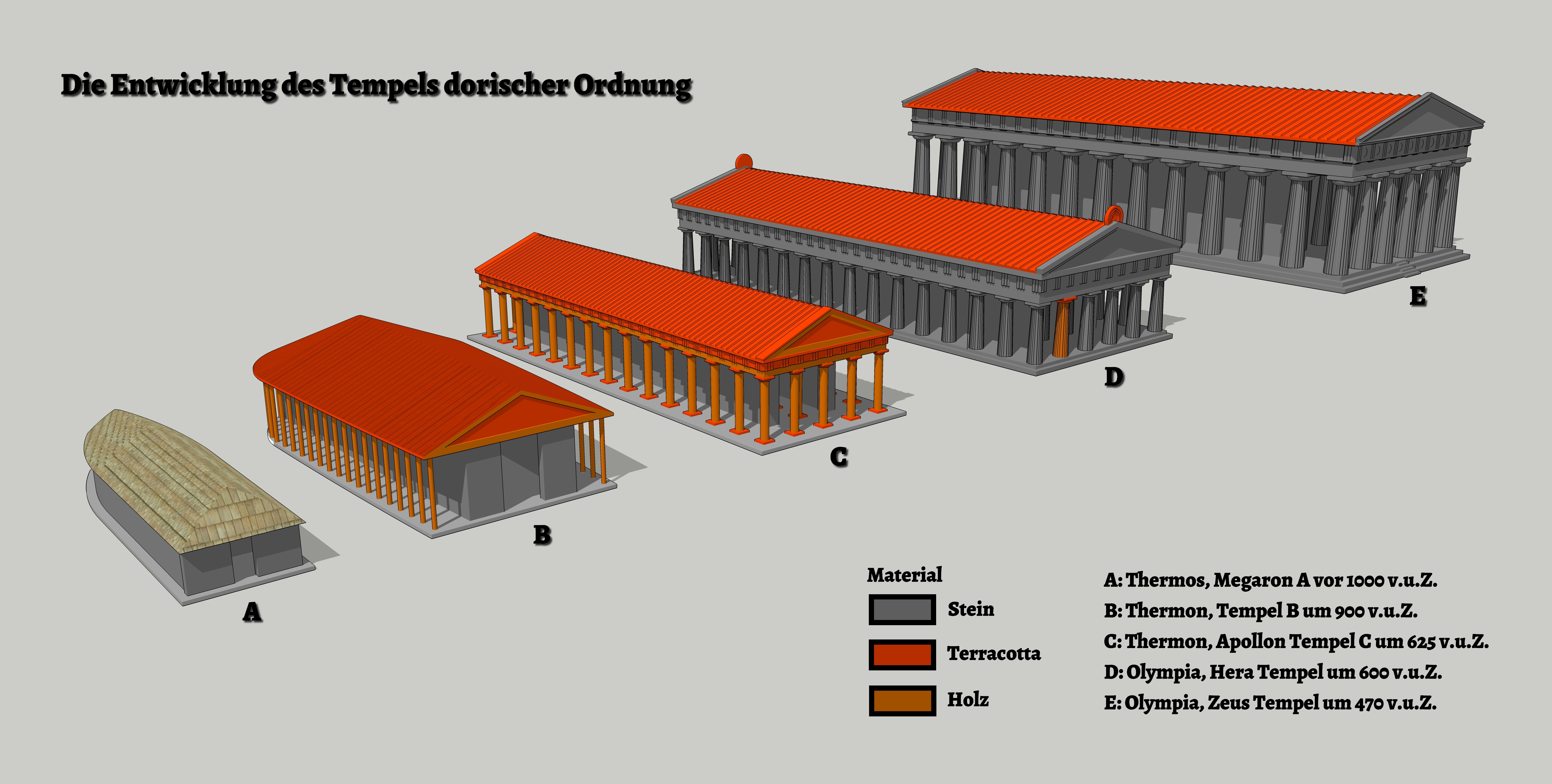
Die Entwicklung vom helladischen Megaron zu Tempel dorischer Ordnung.

Die Grundlagen für die Entwicklung des griechischen Tempels wurden zwischen dem 10. Jahrhundert v. Chr. und dem 7. Jahrhundert v. Chr. gelegt. In seiner einfachsten Form als Naos konnte er ein einfacher Schrein mit vorgezogenen Längswänden sein, der eine kleine Vorhalle besaß. In der Frühzeit bis ins 8. Jahrhundert v. Chr. gab es auch die Form als Apsidenbau mit mehr oder minder halbrunden Rückseiten. Der rechteckige Bautypus setzte sich jedoch durch. Indem dieser kleine Grundbau um Säulen erweitert wurde, legten die Griechen den Grundstein für Entwicklung und Formenvielfalt ihrer Tempel.
Die ersten Tempel waren zumeist einfache Lehmziegelbauten auf steinernem Sockel. Die Säulen waren wie das Gebälk aus Holz. Türwandungen und Mauerstirne waren mit hölzernen Bohlen geschützt. Die Lehmziegelwände waren oft durch Holzpfosten in Fachwerktechnik verstärkt. Den Elementen dieser einfachen, klar strukturierten Holzbautechnik waren alle wichtigen Gestaltungsprinzipien unterworfen, die die Entwicklung des griechischen Tempels über Jahrhunderte bestimmten. Am Ende des 7. Jahrhunderts v. Chr. wurden die Dimensionen der einfachen Vorläufer deutlich gesteigert. Mit Tempel B in Thermos setzt der Bau 100 Fuß, das heißt 32–33 Meter langer, sogenannter Hekatompedoi (griechisch für ‚hundertfüßig‘), ein. Da die technischen Mittel noch nicht ausreichten, entsprechende Dachweiten zu überbrücken, blieben diese Tempel mit 6–10 Meter Breite sehr schmal. Um die Bedeutung des Kultbildes und seines Baues zu steigern, wurde der Naos mit einem säulengestützten Baldachin versehen. Der sich ergebende Säulenkranz, die Peristasis, bleibt im griechischen Kulturraum allein dem Tempel eigentümlich. Durch die Kombination des Tempels mit einem alle Seiten umgebenden Säulenkranz wurde als neue gestalterische Forderung die Allansichtigkeit an Architekten und Bauherren herangetragen. In der Folge bekam der an der Front befindliche Pronaos des so geschaffenen Ringhallentempels, Peripteros, ein Pendant an der Gebäuderückseite, den Opisthodom, dessen Integration also rein ästhetisch bedingt war.
Mit der Einführung des Steinbaues im frühen 6. Jahrhundert v. Chr. unterlagen die vorliegenden Grundelemente und -formen des Tempels, wie etwa Säulenanzahl und -stellungen, im Laufe der griechischen Antike einer ständigen Wandlung. Neben dem einfachen Peripteros wird im 6. Jahrhundert v. Chr. im ionischen Samos der Dipteros als neuer Bautypus entwickelt, der Nachfolger in Didyma, Ephesos und Athen findet. Vom 6. bis zum Ende des 4. Jahrhunderts v. Chr. wurden unzählige Tempel errichtet, fast jede Stadt, jede Kolonie besaß gleich mehrere Tempel. Hinzu kamen die Bauten der außerstädtischen und übergeordneten Heiligtümer wie Olympia und Delphi. Im beobachtbaren Wandel der Formen ist die Suche nach der harmonischen Form aller Bauteile wie des gesamten Erscheinungsbildes erkennbar: Die Entwicklung führte von bisweilen derb und kräftig erscheinenden Frühformen bis zur ästhetischen Vollkommenheit und Raffinesse der späten Bauwerke, von planerischer Unbekümmertheit bis zur streng mathematischen Durchdringung des Grundrisses und der Bauglieder.
Ab dem Frühhellenismus verliert der griechische Peripteraltempel stark an Bedeutung. Von sehr wenigen Ausnahmen abgesehen, erlischt der klassische Tempelbau im griechischen Mutterland ebenso wie in den griechischen Kolonien Großgriechenlands. Allein im westlichen Kleinasien wird während des 3. Jahrhunderts v. Chr. ein schleppender Tempelbau aufrechterhalten. Der Bau von Großprojekten wie dem Apollontempel in Didyma bei Milet, dem Artemision in Sardis kommt nicht voran. Erst im 2. Jahrhundert v. Chr., und vor allem mit Person und Nachwirken des Architekten Hermogenes, der in seinen theoretischen Schriften und seinen Bauten den Bau ionischer Tempel auf ein neues Fundament stellt, kommt es wieder zu einer regen Bautätigkeit, die peripterale Bauten umfasst. Zugleich fließen durch die Herrscher der verschiedenen hellenistischen Reiche üppige finanzielle Mittel. Selbstdarstellung, Konkurrenz, Stabilisierung von Einflusssphären und die zunehmenden Auseinandersetzungen mit Rom, die auch auf kulturellem Gebiet geführt wurden, entfalteten die Kräfte für diese Wiederbelebung des anspruchsvollen griechischen Tempelbaus. In dieser Phase wird der griechische Tempel im südlichen Kleinasien, in Ägypten und in Nordafrika verbreitet. Doch trotz dieser Beispiele, und obwohl wirtschaftlicher Aufschwung und hoher Grad technischer Innovationsmöglichkeiten im 3. und 2. Jahrhundert v. Chr. einen günstigen Rahmen bieten, wird der Kultbau hellenistischer Zeit durch die Unmenge kleiner Antentempel und Prostyloi und kleinster Tempel, Naiskoi, repräsentiert, die zwar ab archaischer Zeit an hervorgehobenen Orten, auf Marktplätzen, bei Quellen und neben den Wegen errichtet wurden, nun aber ihre eigentliche Blüte erleben. Als Besonderheit kommt es infolge dieser Beschränkung auf kleine Bauten zur Entwicklung des Pseudoperipteros, der mittels Blendsäulen an den Wänden der Cella die Illusion eines Ringhallentempels erweckt. Ein frühes Beispiel bietet Tempel L in Epidauros, der prominente Nachfolger in römischen Tempeln wie der Maison Carrée in Nîmes finden soll.
Im frühen 1. Jahrhundert v. Chr. wandelt sich das Bauverhalten als Folge der mithridatischen Kriege. Als Auftraggeber treten verstärkt römische Magistrate im Osten auf, die ihre Wohltätigkeit selten in Form eines Tempels zeigten. Gleichwohl werden in dieser Phase Tempel errichtet. Mit der Einrichtung des Prinzipats entstehen unter den wenigen Neubauten zumeist Tempel für den Herrscherkult oder Tempel für römische Gottheiten. Zwar gibt es weiterhin Tempelneubauten für griechische Gottheiten, doch folgen die Bauten entweder dem Formenkanon der sich herausbildenden römischen Reichsarchitektur oder behalten lokale nichtgriechische Eigentümlichkeiten bei, wie die Tempel in Petra oder Palmyra zeigen. Die fortschreitende Romanisierung des Ostens bringt das Ende des Baus griechischer Tempel mit sich, auch wenn bis ins fortgeschrittene 2. Jahrhundert hinein begonnene Großbauten wie der Apollontempel in Didyma oder das Olympieion in Athen weitergebaut und vollendet werden.
Mit den Edikten Theodosius’ I. und seiner Nachfolger zum Verbot der heidnischen Kulte werden nach und nach die griechischen Tempel geschlossen oder in christliche Kirchen umgeweiht. Damit endet die Geschichte des griechischen Tempels, wenn auch einige Bauten noch lange genutzt wurden. So wurde der zunächst zur Kirche geweihte Parthenon in Athen nach der osmanischen Eroberung in eine Moschee umgewandelt und blieb bis zum 17. Jahrhundert unversehrt. Erst der unglückliche Treffer einer venezianischen Kanonenkugel in den als Pulvermagazin genutzten Bau zerstörte diesen bedeutenden Tempel nach über zweitausend Jahren seines Bestehens.

## Aufbau
Der griechische Tempel hat in seinen kanonischen Formen einen über lange Zeit immer gleichen Grundaufbau, für den sich die Griechen einer beschränkten Anzahl räumlicher Komponenten, die im Grundriss zum Tragen kommen, und Bauglieder, die dem Aufriss verwandt wurden, bedienten.

### Grundriss
Der zentrale Kultbau des Tempels, der Naos, kann in mehrere Gebäudebereiche unterteilt sein. Meist war im Hauptraum, der Cella, die Götterstatue aufgestellt. In archaischen Tempeln, in Sizilien bis in die klassische Zeit hinein, kann hierfür noch ein eigener Raum, das Adyton, abgetrennt sein.
Auf der Vorderseite der Cella befindet sich eine Vorhalle, der Pronaos, die aus den hervorspringenden Seitenwänden der Cella, den Anten, und zwei dazwischen stehenden Säulen gebildet wird. Ein dem Pronaos entsprechender Raum auf der Rückseite des Tempels wird Opisthodom genannt. Dieser nicht mit der Cella durch eine Tür verbundene Raum ist rein ästhetisch zu begründen: Um der Allseitigkeit des Peripteros zu genügen, wurde die Gestaltung der Front an der Rückseite wiederholt.
Ringsum kann der Naos von einem oder mehreren Säulenkränzen, der Ringhalle oder Peristasis, umgeben sein. Dadurch wird ein umlaufender Umgang, das Pteron, gebildet, der den Heiligtumsbesuchern Raum bot und für kultische Prozessionen genutzt wurde.

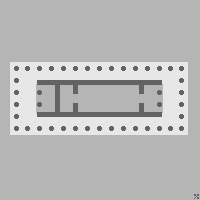
Naos
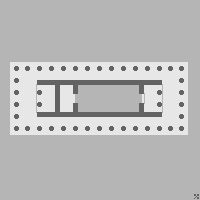
Cella
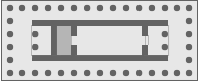
Adyton
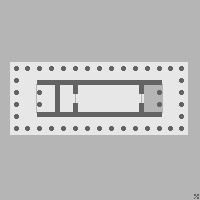
Pronaos
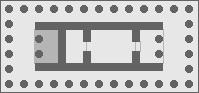
Opisthodom

Mittels dieser Komponenten konnten verschiedene Grundrisstypen im griechischen Tempelbau verwirklicht werden. Das einfachste Beispiel des griechischen Tempels ist der Antentempel, auch templum in antis genannt, ein kleines rechteckiges Gebäude, welches dem Schutz des Kultbildes diente. Vor der Cella befand sich der durch die verlängerten Cellawände, die Anten, gebildete Pronaos, der durch eine Tür mit der Cella verbunden war. Zum Abstützen des Gebälks standen zwischen den Antenstirnen, in antis, zwei Säulen. Besaß diese einfache Form einen Opisthodom, wird der Grundrisstypus Doppelantentempel genannt. Bei einer Variante des Doppelantentempels ist der Opisthodom auf der Rückseite der Cella lediglich durch Halbsäulen und kurze Antenpfeiler angedeutet, so dass er als Pseudo-Opisthodom angesprochen werden kann.

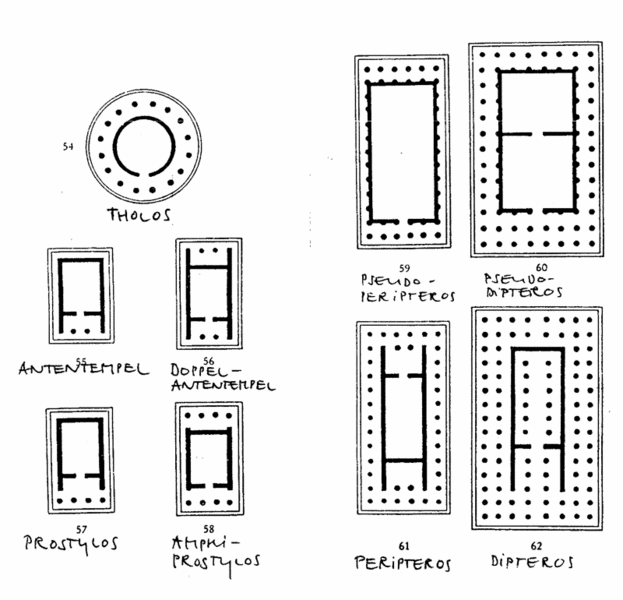
Tempelformen

Wird der Vorhalle des Antentempels auf ganzer Breite eine Säulenstellung von meist vier oder sechs Säulen vorgelagert, wird der Typus als Prostylos bezeichnet. Der Amphiprostylos entstand, indem diese Säulenstellung des Prostylos auf der Rückseite des Tempels wiederholt wurde.
Demgegenüber bezeichnet der Begriff Peripteros einen Tempel, der eine an allen Seiten umlaufende, meist ein Joch tiefe Säulenhalle besaß. Es ergab sich hierdurch ein freier Säulenumgang, eine Peristasis, um alle vier Seiten des Tempels. Eine hellenistische oder römische Abwandlung dieses weit verbreiteten Tempeltypus ist der Pseudoperipteros, bei dem die Säulen in Form von Halbsäulen oder Pilastern den Seitenwänden und der Rückwand eines Prostylos nur vorgeblendet waren.
Der Dipteros besaß eine allseitig doppelte Säulenhalle, wobei die Säulenstellungen an Vorder- und Rückseite um weitere Reihen erweitert werden konnten. Der Pseudodipteros unterscheidet sich vom Dipteros dadurch, dass die innere Säulenstellung der Peristasis fehlt, die Umgangshalle aber dennoch zwei Säulenjoche tief ist.
Eine besondere Baugattung stellten die sogenannten Rundtempel dar, die einen umgebenden Säulenkranz besitzen konnten und (peripterale) Tholos genannt werden. Oftmals von sakralem Charakter, ist für griechische Tholoi die Funktion als Tempel meist nicht nachzuweisen. Ein der Tholos ähnliches Bauwerk ist der Monopteros, dem jedoch die Cella fehlt.
Um Grundrisstypen eindeutiger anzusprechen, können die Definitionen gemischt werden: peripteraler Doppelantentempel, prostyler Antentempel, peripteraler Amphiprostylos, um nur einige Beispiele zu geben. Zusätzlich wurde bereits bei Vitruv (4, 3, 3) nach der Anzahl der Frontsäulen differenziert. In der Forschung werden heute folgende Begriffe benutzt:
| Tempelform  | Front                        |
| ----------- | ---------------------------- |
| Distylos    | 2-säulig                     |
| Tetrastylos | 4-säulig, bereits bei Vitruv |
| Hexastylos  | 6-säulig, bereits bei Vitruv |
| Oktastylos  | 8-säulig                     |
| Dekastylos  | 10-säulig                    |

Als Dodekastylos wird nur der 12-Säulen-Saal am Didymaion bezeichnet. 12-säulige Tempelfronten sind hingegen nicht überliefert.
Wenige Tempel hatten eine ungerade Anzahl an Frontsäulen, etwa Heratempel I in Paestum oder Apollontempel A in Metapont, die mit ihren neun Frontsäulen als Enneastylos anzusprechen sind, oder der archaische Tempel C in Thermos, der mit seinen fünf Säulen der Schmalseiten als Pentastylos zu bezeichnen ist.

### Aufriss
Der Aufbau griechischer Tempel gliedert sich immer in drei Zonen: den Stufenbau, die Säulen, das Gebälk.
Das unterirdische Fundament eines griechischen Tempels wird Stereobat genannt. Es besteht aus mehreren Schichten quaderförmiger Steine. Die oberste Schicht, die Euthynterie, ragt teilweise aus dem Boden hervor. Ihre Oberfläche ist sorgfältig geglättet und ausgeglichen. Auf der Euthynterie erhebt sich ein meist dreigliedriger Stufenbau, Krepidoma oder Krepis genannt, dessen oberste Stufe die Standfläche für die Säulen bildet und daher Stylobat genannt wird. Stereobat, Euthynterie und Krepis bilden zusammen den Unterbau des Tempels.
Auf dem Stylobat stehen die aufstrebenden und sich nach oben verjüngenden Säulenschäfte, die normalerweise aus einzelnen Säulentrommeln zusammengesetzt sind. In die Schäfte sind je nach Säulenordnung unterschiedliche Anzahlen von Kanneluren eingeschnitten: sind es in der dorischen Ordnung meist 18–20 Kanneluren, so besitzen ionische und korinthische Säulen regelhaft 24 Kanneluren. Bei frühen ionischen Säulen konnte die Kannelurenanzahl bis zu 48 gesteigert werden. Während die dorischen Säulen direkt auf dem Stylobat stehen, ist bei ionischen und korinthischen Säulen eine Basis eingeschoben, die auf einer zusätzlichen Plinthe ruhen kann.
Am oberen Ende der Säule leitet bei dorischen Säulen ein konkav eingezogener Säulenhals, das Hypotrachelion, zum Kapitell über, das bei ionischen Säulen unvermittelt auf den Säulenschaft folgt. In der dorischen Ordnung besteht das Kapitell aus einem runden, anfangs sehr flach gedrückten Wulst, dem Echinus, und einer quadratischen Platte, dem Abakus. Im Laufe der Entwicklung streckt sich der Echinus dorischer Kapitelle immer stärker, bis er in einem Winkel von 45 Grad linear aufsteigt. Demgegenüber besitzen ionische Säulen einen mit einem Eierstab verzierten Echinus, dem ein quergelagertes, Voluten bildendes Polster folgt, auf dem ein nur flach gebildeter Abakus ruht. Das namengebende korinthische Kapitell der korinthischen Säulen besaß hingegen Blattkränze stilisierter Akanthusblätter, denen Stängel und Voluten entwachsen, die zu den Kapitellecken des Abakus streben.
Auf den Kapitellen ruht das Gebälk. In der dorischen Ordnung war das Gebälk immer zweigeteilt in Architrav und Triglyphenfries. Auch die ionische Ordnung Athens und der Kykladen kannte den Fries oberhalb des Architravs. Den ionischen Tempel Kleinasiens war der Fries hingegen bis ins 4. Jahrhundert v. Chr. unbekannt. Bei ihnen folgte auf dem Architrav direkt der Zahnschnitt. Hinter dem Fries verbargen sich ursprünglich die Dachbalken, die uns beim Zahnschnitt Kleinasiens direkt am Außenbau begegnen. Der dorische Fries war durch Triglyphen gegliedert. Diese lagen über den Säulenachsen und über der Mitte des Joches. Zwischen den Triglyphen waren – teils bemalte, teils reliefverzierte – Metopen angebracht. In der ionischen und in der korinthischen Ordnung ist der Fries demgegenüber entweder glatt belassen oder mit Reliefs sowie Malerei versehen. Im Steinbau wird die Abdeckung des Säulenumgangs und der Ansatz der Dachkonstruktion in das Geison hinaufgehoben, der Fries verliert seine bauliche Funktion zugunsten eines rein dekorativen Charakters. Häufig wird die Cella, insbesondere im Frontbereich des Pronaos, mit Architrav und Fries geschmückt.
Über dem Fries oder einem Zwischenglied, wie dem Zahnschnitt der ionischen und korinthischen Ordnung, springt das Gesims deutlich hervor. Es besteht aus dem Geison, das an den ansteigenden Dachschrägen der Schmalseiten als Schräggeison gebildet wurde, und der Sima. An den Langseiten der oft aufwendig verzierten Sima waren Wasserspeier angebracht, meist in Form von Löwenköpfen.
Das Giebeldreieck oder Tympanon, das sich an den Schmalseiten des Tempels durch das von den Dorern eingeführte Giebeldach ergab, während ältere Dachformen in Griechenland dem Walmdach verpflichtet waren, besaß oft eine reiche vielfigurige Ausstattung mit mythischen Szenen oder Kämpfen.
An den Ecken und am Giebelfirst waren anfangs geometrische, später florale oder figürliche Schmuckformen, die sogenannten Akrotere angebracht. Der Tempel stand, wenn es die örtlichen Gegebenheiten zuließen, frei und war somit auf Allseitigkeit angelegt. Er nahm hierbei auf seine Umgebung keine Rücksicht, sondern stand als autarker Baukörper ganz für sich. Hierin unterschied er sich deutlich vom römischen Tempel, der oft in ein architektonisches Stadtgefüge oder in eine Platzgestaltung eingegliedert und viel stärker und betonter auf Frontansicht konzipiert wurde.

## Entwurf und Maß
Der Grundriss griechischer Tempel konnte Ausmaße bis zu 115 × 55 Meter erreichen, füllte also die Fläche eines durchschnittlichen Fußballfeldes und besaß dabei Säulenhöhen von annähernd 20 Meter. Solche Baumassen harmonisch zu gliedern, bedurfte es ausgeklügelter Entwurfsmittel, die bereits an kleineren Tempeln entwickelt wurden und sich bewährt hatten. Wichtiges Maß war hierfür der Fuß, der je nach landschaftlicher Ausrichtung unterschiedliche Größen besaß und zwischen knapp 29 und 34 Zentimeter schwankte. Aus diesem Grundmaß wurden die Einheiten abgeleitet, aus denen sich der zu entwerfende Tempel entwickelte. Wichtige Faktoren waren hierbei der untere Durchmesser der Säulen oder die Breite der Standplatten für die Säulen, die Plinthen. Auch der Achsabstand der Säulen, das Joch, konnte als Basis des Entwurfes dienen. Diese Maße wurden in Beziehungen zu anderen Entwurfselementen gesetzt, zur Säulenhöhe, zum Säulenabstand, und wirkten sich schließlich durch die Anzahl der Säulen auf die Außenmaße von Stylobat und Ringhalle einerseits, des eigentlichen Naos andererseits aus. Durch vertikale Bezüge insbesondere der dorischen Ordnung erschloss all dies sogleich grundsätzliche Möglichkeiten für die Gestaltung des Gebälkes. Neben diesem sehr rationalen Ansatz wurde bei den Tempeln des späten 7. und frühen 6. Jahrhunderts v. Chr. versucht, die Grundmaße aus den geplanten Dimensionen von Cella oder Stylobat zu entwickeln und in einem gleichsam umgekehrten Prozess die kleinen Einheiten aus den großen abzuleiten. So wurde die Cellalänge beispielsweise mit 100 Fuß – einer heiligen Zahl, die im Opfer von 100 Tieren wiederkehrt – festgelegt und alle weiteren Einteilungen mussten sich dem unterwerfen, was oft zu kaum nachvollziehbaren Lösungen führte.
Wichtig für den Entwurf war auch das System, nach dem der Architekt den Naos in die Ringhalle einband. War dies anfangs durch konstruktive Notwendigkeiten keine Frage und führte immer zu axialen Bezügen zwischen Cellawänden und Säulen, löste sich diese Bindung mit der Einführung des Steinbaus. Gleichwohl blieb bei Tempeln ionischer Ordnung der Bezug immer erhalten. Bei dorischen Tempeln hingegen setzte die hölzerne Dachkonstruktion, die ursprünglich hinter dem Fries angebracht war, im Steinbau erst hinter dem Geison an. Damit wurde die Verbindung zwischen Frieszone und Dach, dessen konstruktive Elemente nun frei von axialen Bezügen angeordnet werden konnten, gelöst. Dies hatte zur Folge, dass für einen langen Zeitraum die Cellawände keine vorgegebene Bindung an die Säulen mehr besaßen und frei in der Ringhalle positioniert werden konnten. Erst als Ergebnis einer längeren Entwicklung wählten die Architekten als verbindliche Bezugslinie die Verbindung von äußerer Wandflucht und zugeordneter Säulenachse für den Tempel dorischer Ordnung. Doch an dorischen Tempeln in Großgriechenland wurde auch dieses Ideal nur selten verwirklicht.
Grundlegende Proportionen des Baus wurden auch durch das Verhältnis der Frontsäulen zu den Säulen der Langseiten festgelegt. Als klassische Lösung legten griechische Architekten die Formel „Frontsäulen : Flankensäulen = n : (2n+1)“ zugrunde, die auch auf die Anzahl der Joche angewandt werden konnte. Es ergaben sich hieraus die zahlreichen Tempel klassischer Zeit, die entweder 6 × 13 Säulen oder 5 × 11 Joche aufwiesen. Die gleiche – nun abstrahierte – Proportion durchzieht den gesamten Parthenon, bei dem nicht nur die Säulenstellungen mit 8 × 17 Säulen derselben Formel folgen, sondern auf das Verhältnis 4:9 gekürzt alle weiteren Entwurfsmaße. Es findet sich unter anderem im Joch, im Stylobat und in der Festlegung von Breite zu Höhe des Baus bis zum Geison, die der Umkehrung in die Relation 9:4 unterworfen ist.

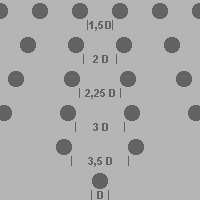
Verhältnis von Säulendurchmesser zu Interkolumnium

Ab der Wende vom 3. zum 2. Jahrhundert v. Chr. spielte in der Architekturdiskussion das Verhältnis von Säulenstärke zu lichtem Säulenabstand, dem Interkolumnium, eine zunehmende Rolle, die ihren Reflex in den Schriften Vitruvs fand. Nach diesem Verhältnis werden bei Vitruv (3, 3, 1 ff.) fünf verschiedene Entwurfskonzepte und Tempeltypen unterschieden:
- Pyknostylos, dicht- oder gedrängtsäulig: Interkolumnium = 1 ½ untere Säulendurchmesser
- Systylos, nah- oder engsäulig: Interkolumnium = 2 untere Säulendurchmesser
- Eustylos, schön- oder wohlsäulig: Interkolumnium = 2 ¼ untere Säulendurchmesser
- Diastylos, weitsäulig: Interkolumnium = 3 untere Säulendurchmesser
- Aräostylos, dünn- oder lichtsäulig: Interkolumnium = 3 ½ untere Säulendurchmesser

Fixierung und Diskussion dieser Entwurfsgrundlagen gehen auf Hermogenes zurück, den Vitruv als Erfinder des Eustylos überliefert. In der Tat lässt sich am Dionysostempel von Teos, der dem Hermogenes zugeschrieben wird (Vitruv 3, 3, 8), eine Interkolumniumsweite von 2 1/6 unteren Säulendurchmessern nachweisen.

## Optische Verfeinerung
Um die mathematische Starre zu lösen und Täuschungen der visuellen Wahrnehmung entgegenzusteuern, wurde eine mit bloßem Auge nicht erkennbare Krümmung des gesamten Bauwerkes eingeführt. Die antiken Architekten hatten erkannt, dass gerade langgestreckte horizontale Linien optisch im Mittelpunkt zu hängen scheinen. Dementsprechend wurden horizontale Linien durch eine Kurvatur, die Stylobat und Gebälk umfassen konnte, tatsächlich zur Gebäudemitte hin um einige Zentimeter nach oben gewölbt. Auch Säulen wurden von dieser Vermeidung mathematisch gerader Linien erfasst, indem sie nicht linear nach oben verjüngt wurden, sondern der Eindruck einer mehr oder minder starken Schwellung des Säulenschaftes, Entasis genannt, hervorgerufen wurde. Zudem erfuhren die Säulen bei ihrer Aufstellung eine leichte Innenneigung zur Gebäudemitte hin, die sogenannte Inklination. Kurvatur und Entasis sind bereits seit dem 6. Jahrhundert v. Chr. nachweisbar. Am konsequentesten und feinsten wurden all diese Gestaltungsmittel am klassischen Bau des Parthenon auf der Akropolis von Athen umgesetzt. Seine Kurvatur durchzieht alle horizontalen Bauglieder bis zum Gesims, selbst die Cellawände greifen in voller Höhe die Kurvatur auf. Die Inklination der mit Entasis versehenen Säulen setzt sich in Architrav und Triglyphenfries fort, die Außenseiten der Cellawände wiederholen die Inklination der Säulen. Kein Stein des Baus, kein Architrav, kein Friesteil konnte als einfacher rechteckiger Quader zugehauen werden. Alle Bauglieder wiesen leichte und für jedes Glied individuell ermittelte Abweichungen von rechten Winkeln auf. Dies ermöglicht heute, für jedes erhaltene Bauglied, sei es der Säulen, sei es des Gebälkes oder der Cellawände, seine ursprüngliche Position am Bau exakt bestimmen zu können. Eine ungeheure Steigerung des betriebenen Aufwandes, obgleich der Parthenon in der Rekordzeit von nur 16 Jahren – 447 bis 431 v. Chr. – errichtet und samt Figurenschmuck fertiggestellt wurde.

## Farbigkeit
Hauptartikel: Antike Polychromie

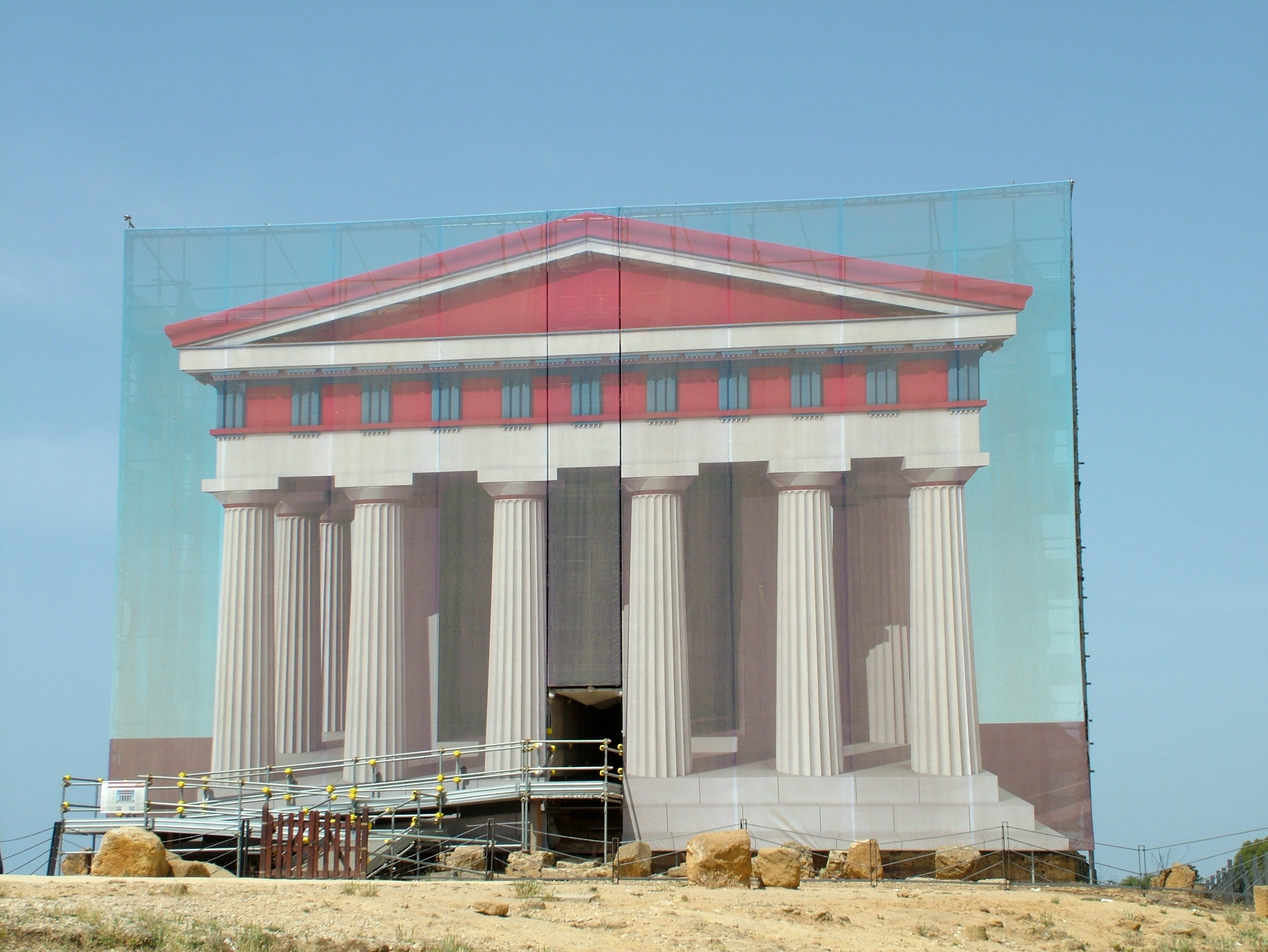
Farbrekonstruktion am Baugerüst des Concordiatempels in Agrigent

Die griechischen Tempel waren prinzipiell farbig gefasst. Nur drei Grundfarben ohne Abstufungen wurden verwandt: Weiß, Blau und Rot, hinzu konnte Schwarz kommen. Stufenbau, Säulen und Architrave waren überwiegend weiß. Lediglich Details wie die ringförmig eingeschnittene Kerben am Ansatz dorischer Kapitelle, die Anuli, oder Zierelemente der dorischen Architrave, wie Taenia samt Guttae, konnten farblich abgesetzt sein. Der Fries wurde mit Farben klar gegliedert. Beim dorischen Triglyphenfries wechselten blau gefasste Triglyphen mit rot hinterlegten Metopen, die ihrerseits wiederum farbig gehaltene Figuren in Hochrelief besitzen konnten. Reliefs, Ornamente und Giebelskulpturen waren farb- und nuancenreicher gefasst. Deutlich im Schatten liegende Elemente konnten schwarz unterlegt sein, wie die Mutuli oder die Schlitze der Triglyphen. Es wurden also vor allem nichttragenden Teile bemalt, während die tragenden Teile wie die Säulen und die horizontal gliedernden Elemente wie Architrav und Geison mit einer weißen Stuckschicht überzogen waren.

## Bauplastik

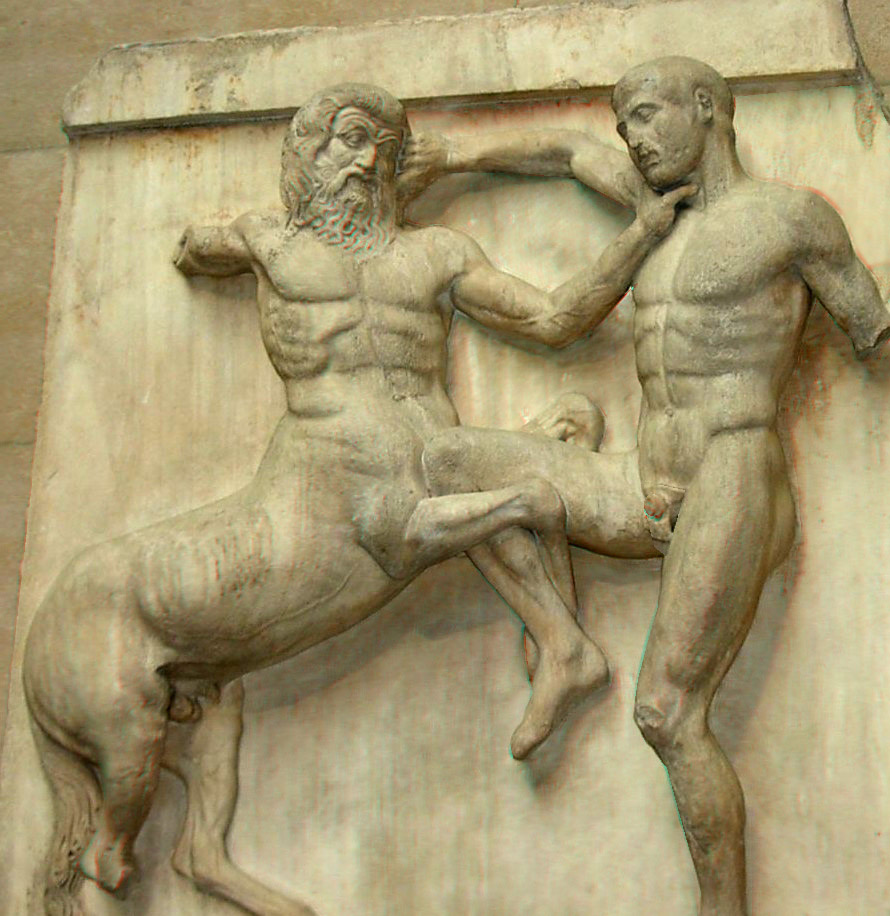
Kampf Kentaur gegen Lapith – Metope des Parthenon

Der griechische Tempel war oft mit figürlichem Schmuck versehen. Insbesondere die Frieszonen boten Platz für Reliefs und Reliefplatten, die Giebeldreiecke waren Träger vielfiguriger Szenen mit freistehenden Skulpturen. Doch auch der Architrav konnte in archaischer Zeit an ionischen Tempeln reliefverziert sein, wie der ältere Apollontempel in Didyma beweist. Die Architravecken wurden dort von Gorgonen eingenommen, denen sich Löwen und wahrscheinlich weitere Tiere an den Seiten anschlossen. Allerdings kannte der frühe ionische Tempel Kleinasiens keinen eigenständigen Fries als Bauglied, der derartige Reliefs hätte aufnehmen können. Eigentlicher Reliefträger blieb der Fries, entweder als Triglyphenfries mit seinen skulptierten Metopen, oder als fortlaufender Fries an kykladischen, attischen, später auch kleinasiatischen ionischen Tempeln.
Die Metopen als separierte Einzelbilder, die von Ausnahmen abgesehen höchstens drei Figuren aufnehmen konnten, stellten meist Einzelszenen eines größeren Zusammenhangs dar. Selten sind Szenen über mehrere Metopen verteilt, lieber wurden Momente aus einer übergeordneten Handlung, insbesondere Kampfhandlung, herausgegriffen und derart das gesamte Geschehen entwickelt. Auch andere thematische Zusammenhänge konnten so illustriert werden. So zeigten etwa die Metopen vom Zeustempel in Olympia über der Cella die zwölf Taten des Herakles, je sechs auf einer Tempelseite. Mythische Einzelszenen wie der Raub Europas oder die Entführung einer Rinderherde durch die Dioskuren waren ebenso Inhalt der Darstellung wie Szenen der Argonautensage oder des Trojanischen Krieges. Die Kämpfe gegen Kentauren, die Amazonen, die Giganten, wie sie etwa am Parthenon in Athen begegnen, kehren an vielen Tempeln wieder.

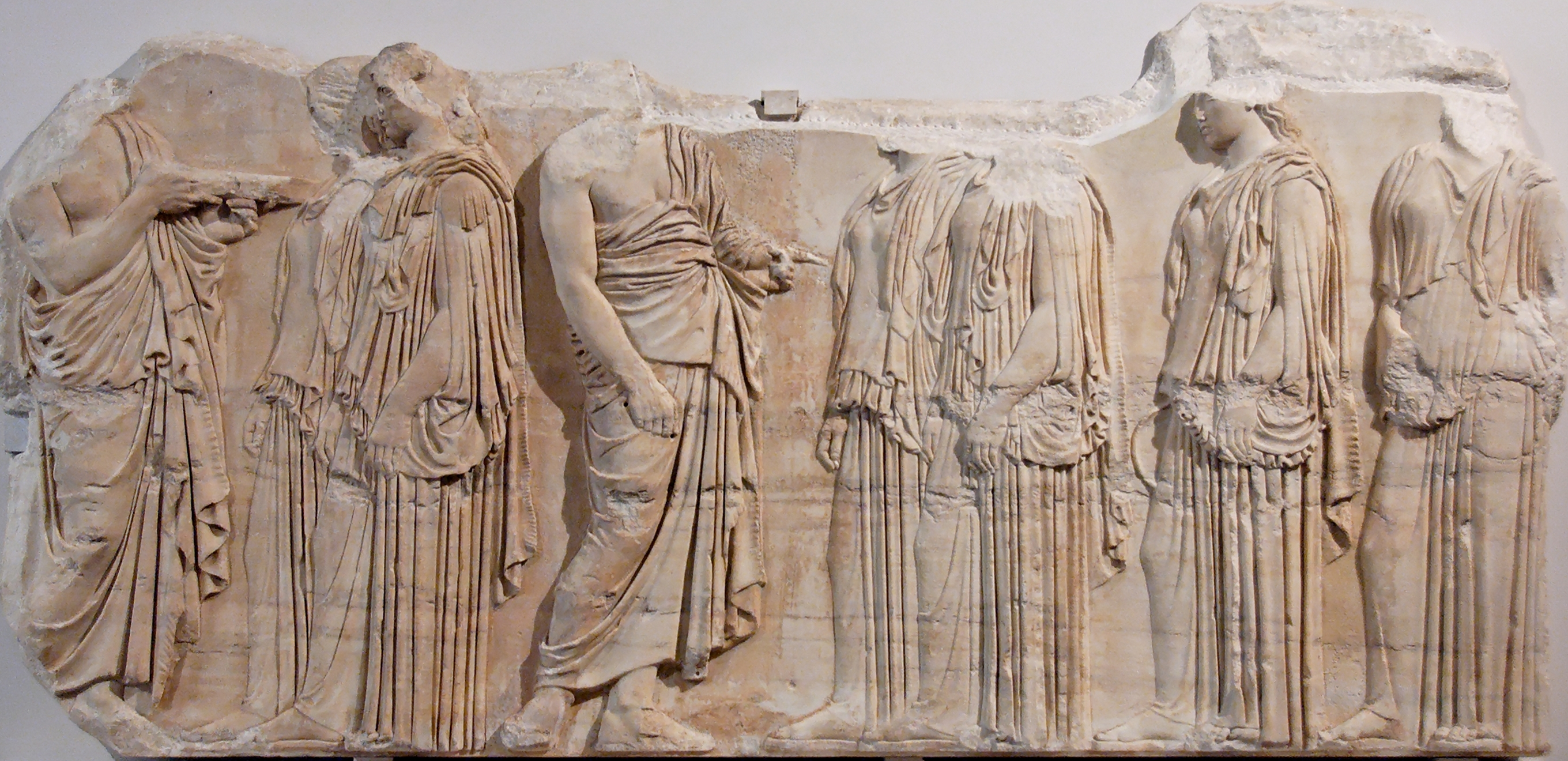
Fries von der Ostseite des Parthenon, Louvre, Paris

Kampfszenen jedweder Art waren meist auch Thema ionischer Friese, etwa die Gigantomachie am Hekateion in Lagina oder die Amazonomachie am Artemistempel in Magnesia am Mäander, die beide dem späten 2. Jahrhundert v. Chr. angehören. In komplizierten Kompositionen wurde das Hin und Her der wechselnden Ereignisse dem Betrachter vor Augen geführt. Daneben waren ruhige oder friedliche Szenen Inhalt: Götterversammlungen, Prozessionen beherrschen den rund 160 Meter langen Fries, der den oberen Abschluss der Naoswände am Parthenon bilden.

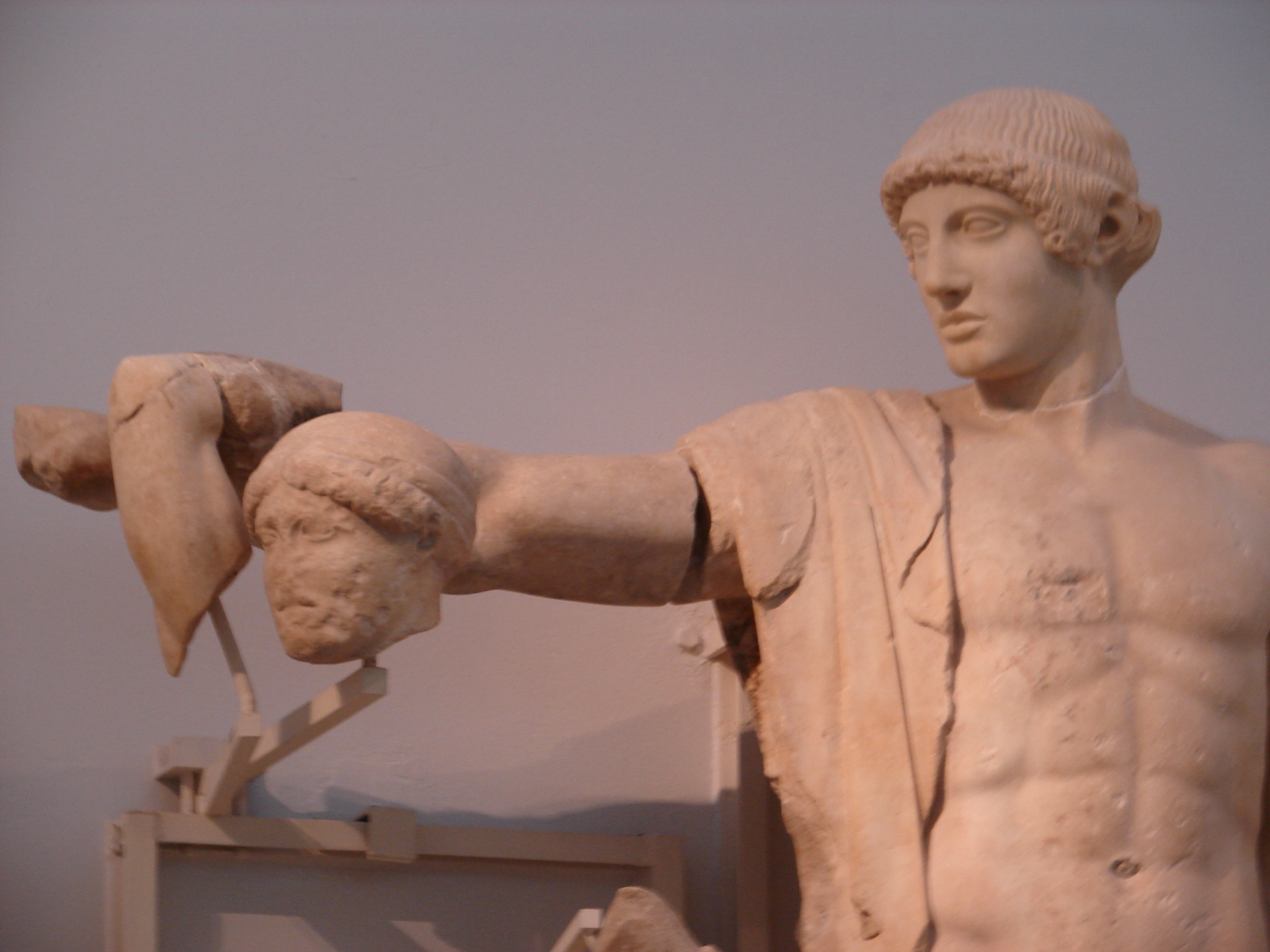
Apollonstatute aus dem Westgiebel des Zeustempels von Olympia

Schon wegen ihrer Größe und Frontalität hervorgehoben waren die Ausschmückungen der Giebeldreiecke. Anfangs waren die Giebel mit mächtigen Reliefs gefüllt, wie etwa am bald nach 600 v. Chr. errichteten Artemistempel in Kerkyra, dessen Westgiebel mittig die Gorgo Medusa mit ihren Kindern, flankiert von Panthern einnimmt. Ganz in die Zwickel des Giebelfeldes verschoben finden kleinere Szenen ihre Darstellung, etwa ein Blitze schleudernder Zeus im Kampf gegen Giganten. Beinahe freiplastisch, trotzdem von sich gegenüberstehenden Löwen geprägt ist der um 570 v. Chr. entstandene Giebelschmuck des ersten Ringhallentempels auf der Athener Akropolis, in dessen Zwickeln unter anderem Herakles gegen Triton kämpft. Nach der Mitte des 6. Jahrhunderts v. Chr. ändert sich das Kompositionsschema und die Tiergruppen werden ihrerseits in den Zwickeln untergebracht, bevor sie ganz aus den Giebeln verschwinden. Die zentrale Komposition wird jetzt von Götterkämpfen oder aufgereihten Figurengruppen eingenommen. Die Wertschätzung, welche die Griechen diesen Figurengiebeln entgegenbrachten, zeigt sich am Fund der Figuren vom spätarchaischen Apollontempels in Delphi, dessen Giebelskulpturen nach der Zerstörung des Tempels im Jahr 373 v. Chr. regelrecht bestattet wurden. Als Thema der einzelnen Giebeldarstellungen tritt immer stärker der lokale Bezug hervor. So zeigt der Ostgiebel des Zeustempels in Olympia die Vorbereitungen für das Wagenrennen zwischen Pelops und Oinomaos, dem mythischen Herrscher des bei Olympia gelegenen Pisa. Es ist der Ursprungsmythos des Heiligtums selbst, der hier an hervorgehobenster Position dargestellt wird. Und ähnlich verhält es sich mit der Geburt der Athena im Ostgiebel des Parthenon oder dem Streit um das attische Land zwischen Athena und Poseidon auf dessen Westseite. Am Giebel des jüngeren Kabirentempels in Samothrake aus dem späten 3. Jahrhundert v. Chr. schließlich wurde vermutlich eine rein lokale Kultsage des Heiligtums dargestellt, die von keinem übergeordneten Interesse für Griechenland war.

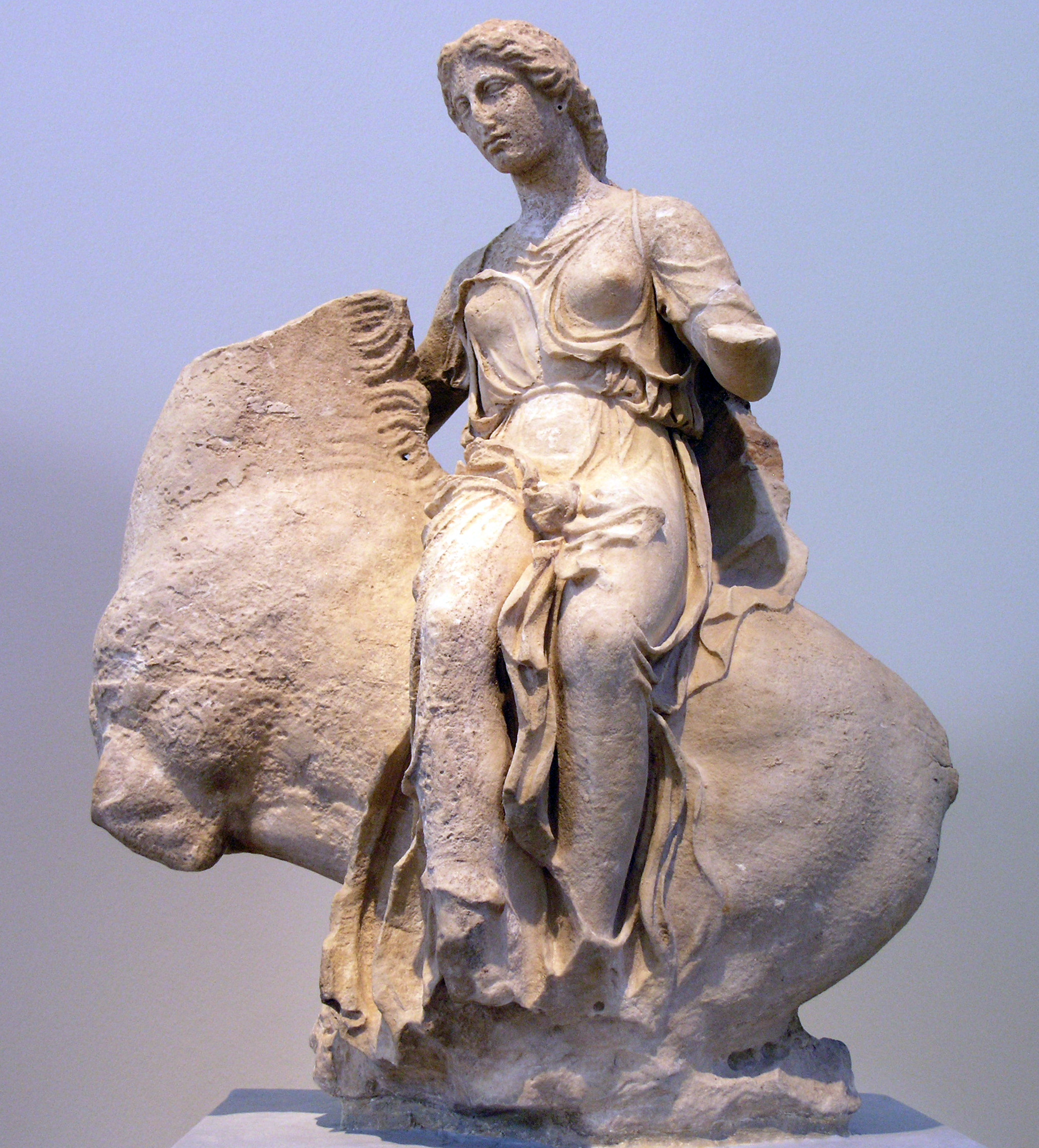
Eckakroter vom Asklepieion in Epidauros

Das Dach krönten Akrotere, ursprünglich in Form tönerner, reich bemalter Scheiben, ab dem 6. Jahrhundert v. Chr. meist als vollplastische Skulpturen, die Giebelecken und First schmückten. Schalen und Dreifüße, Greife und Sphingen, vor allem mythische Figuren und Götter konnten dargestellt werden. So krönten Niken im Knielaufschema den Alkmeonidentempel des Apollonheiligtums in Delphi, reitende Amazonen bildeten die Eckakrotere am Asklepiostempel in Epidauros. Pausanias (5, 10, 8) beschreibt die als Eckakrotere dienenden bronzenen Dreifüße und die von Paionios gearbeiteten Niken der Firstakrotere des Zeustempels in Olympia.
Der Vollständigkeit halber erwähnt sei noch ein weiterer Träger figürlichen Schmucks, die columnae caelatae der ionischen Tempel von Ephesos und Didyma. Hierbei waren bereits an den archaischen Tempeln die unteren Bereiche der Säulenschäfte rundum mit fast frei gearbeiteten Hochreliefs verziert, die zunächst einfache Reihungen von Figuren darstellten, an ihren spätklassischen und hellenistischen Neubauten hingegen friedliche mythische Szenen und Kämpfe vortrugen.

## Funktion und Gestaltung

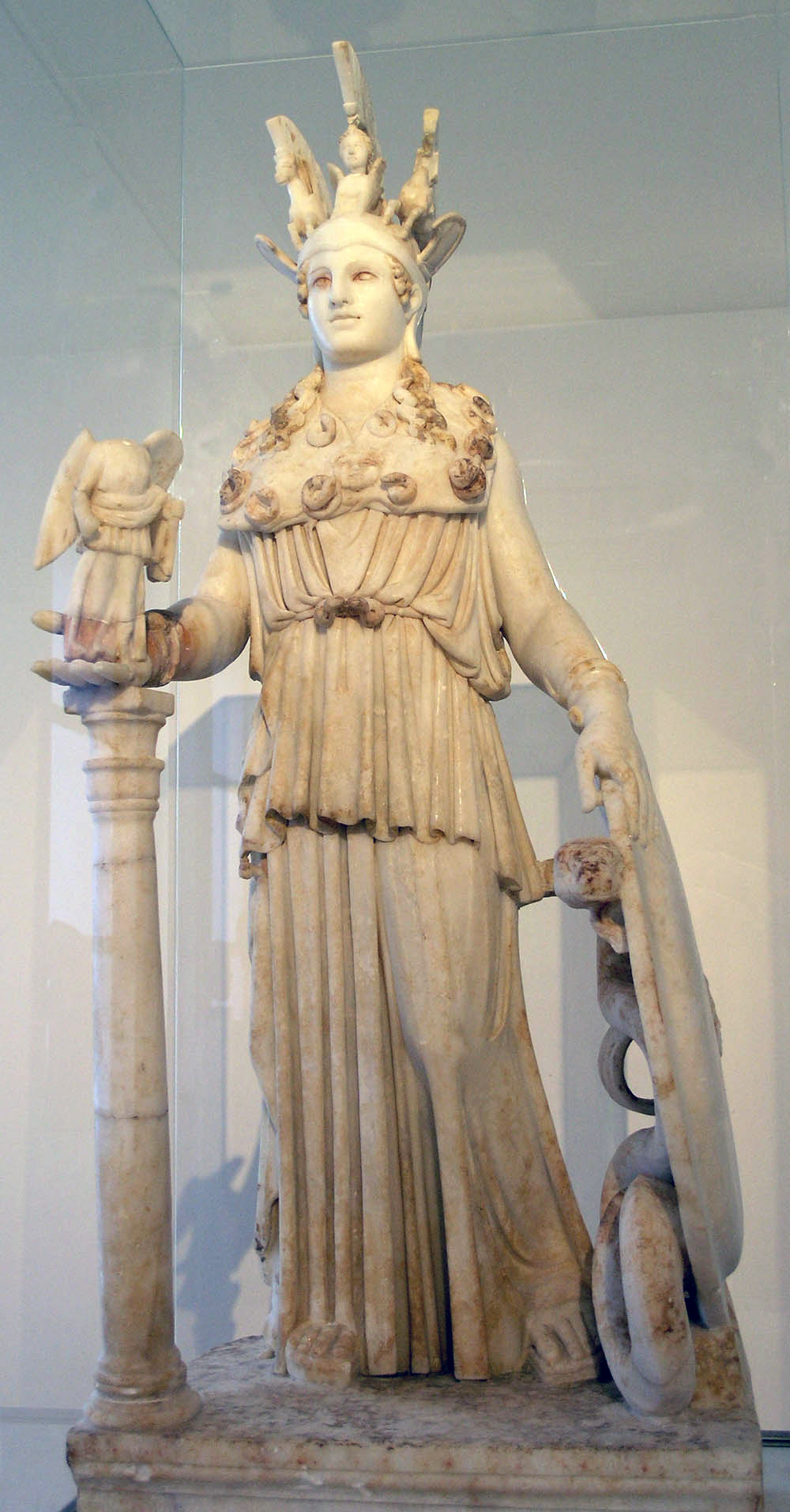
Statuette der Athena Parthenos, Athen, Nationalmuseum 129

Als Wohnung des Kultbildes war der Tempel funktional vor allem auf die Cella bezogen. Ihre Erhabenheit zu steigern, diente der für den Außenbau betriebene Aufwand. Demgegenüber war die Gestaltung der Cella selbst meist zurückhaltend. Die Cella und somit das Kultbild besaßen als einzige Lichtquelle die Cellatüre. Das einfallende Licht konnte das Innere also nur unzureichend beleuchten. Eine Ausnahme stellten die Tempel des Apollon von Bassae und der Athena in Tegea dar. Beide hatten in ihrer südlichen Cellawand eine Tür, die den Raum oder das Kultbild zusätzlich beleuchten konnten. Eine Besonderheit besaßen die Tempel der Kykladen, die meist mit einem Dach aus marmornen Ziegeln gedeckt waren. Ein solches Marmordach besaßen die Kultbilder aus Gold und Elfenbein bergenden Tempel des Zeus in Olympia oder der Athena Parthenos in Athen. In derart gedeckten Räumen mag ein gleichmäßig diffuses Licht eine besondere Stimmung erzeugt haben. Aus kultischen Gründen, aber auch, um das Licht der tiefstehenden Sonne zu nutzen, waren fast alle griechischen Tempel nach Osten ausgerichtet. Doch gab es auch nach Westen orientierte Tempel, wie der Artemistempel in Ephesos oder der Artemistempel in Magnesia am Mäander belegen. Bei beiden ist die Abweichung aus kultischen Gründen offensichtlich.
Das Kultbild war auf den vor dem Tempel befindlichen Altar ausgerichtet. Um diese Beziehung nicht zu stören, wurden anfänglich in der Mitte angeordnete einreihige Säulenstellungen innerhalb der Cella verdoppelt und in Richtung der Seitenwände verschoben. Das Mittelschiff der sich ergebenden dreischiffigen Innenräume wurde meist besonders betont. Um die Würde des derart gestalteten Innenraumes zu erhöhen, konnten besondere Gestaltungselemente eingesetzt werden. So stammen etwa die ältesten nachweisbaren korinthischen Kapitelle aus den Naoi dorischer Tempel. Um den Eindruck des Innenraumes noch zu steigern, konnten die inneren Säulen U-förmig Aufstellung finden, wie dies beispielsweise am Parthenon in Athen und dem Zeustempel in Nemea nachzuweisen ist. Am Athenatempel in Tegea ist diese Anordnung schließlich vollständig an die Cellawände gerückt, und nur Halbsäulen, zur Bedeutungssteigerung von korinthischen Kapitellen bekrönt, gliedern den Raum. Eine Frühform dieser Lösung begegnet am Apollotempel von Bassae, bei dem die mittlere Säule der hinteren Säulenstellung noch frei im Raum steht, während die Säulen der Langseiten als Halbsäulen an vortretenden Wandzungen gebildet sind.

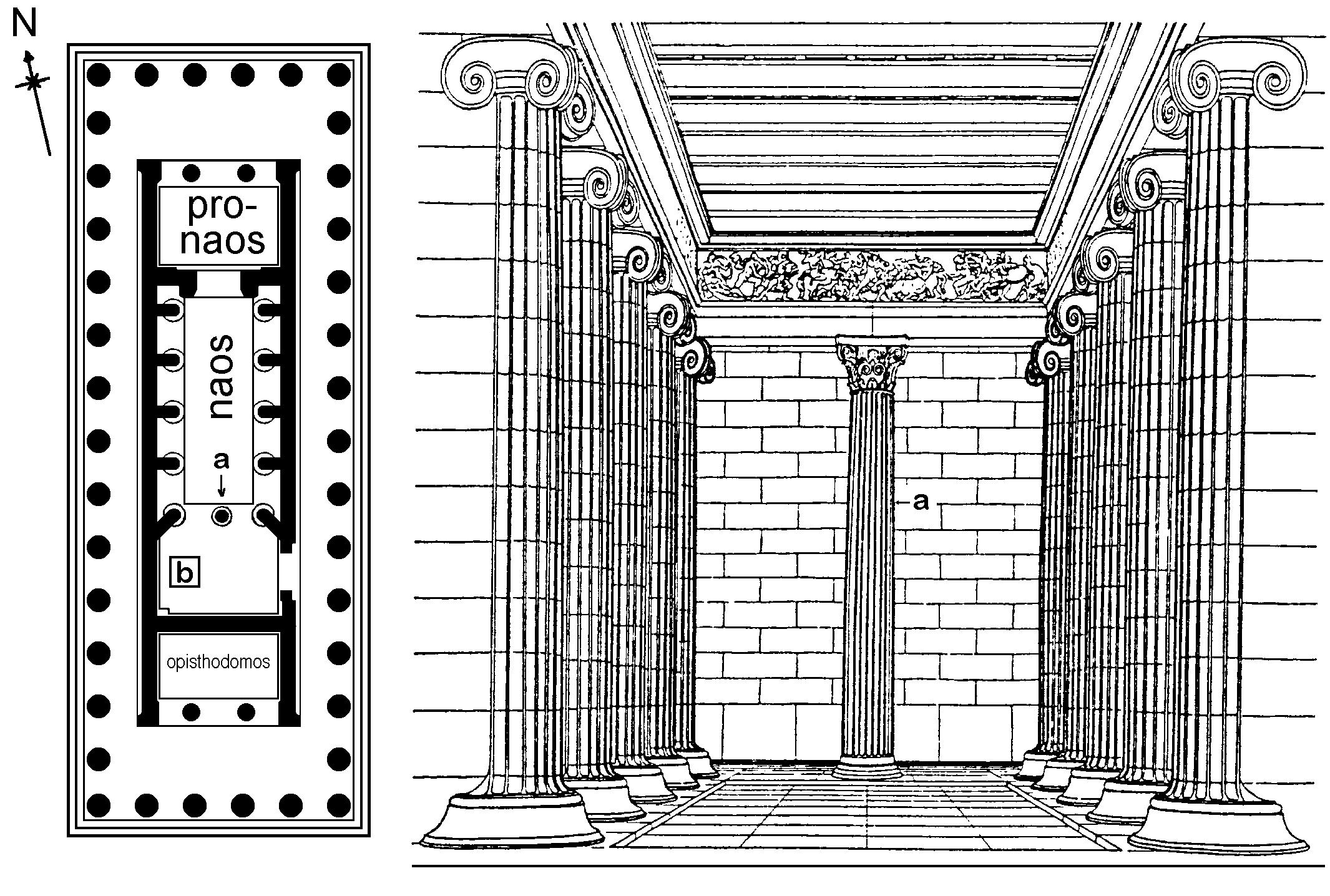
Grundriss und Rekonstruktion der Cella des Apollontempels von Bassae

Die Cella des griechischen Tempels wurde nur selten und nur von wenigen Besuchern betreten. Im Allgemeinen blieb das Betreten des Raumes, von hohen Festen und besonderen Anlässen abgesehen, den Priestern vorbehalten. Um das Kultbild noch weiter zu entrücken, wurde es bisweilen in einem stärker abgetrennten Raum innerhalb der Cella, dem Adyton, untergebracht. Vor allem in Großgriechenland hat sich diese Tradition lange erhalten. Im Laufe der Jahre konnten zahlreiche Weihgeschenke in der Cella aufgestellt werden, so dass der Raum einen geradezu musealen Charakter bekommen konnte (Pausanias 5, 17).
Der rückwärtige Raum des Tempels, der Opisthodom, diente meist als Aufbewahrungsort für Kultgeräte. Er konnte auch den Tempelschatz bergen. Im Fall des Parthenon in Athen wurde in ihm die Bundeskasse des Attischen Seebundes unter den Schutz der Gottheit gestellt. Wie der Pronaos war der Opisthodom oft durch Holzschranken gesichert.
Nicht nur die Cella, sondern auch die Ringhalle eines Tempels konnte der Aufstellung von Weihgeschenken dienen, die oft in den Interkolumnien der Säulen Platz fanden. An den Säulen selbst konnten ebenfalls Votivgaben angebracht werden, wie etwa am Heraion in Olympia. Die Peristasis wurde bisweilen für kultische Prozessionen genutzt oder bot einfach Menschen Platz und Schutz. So lobt Vitruv (III 3, 8 f.) die Ringhalle eines Pseudodipteros, da sie es einer großen Menschenmenge erlaube, sich zwanglos in der Ringhalle aufzuhalten.

## Auftraggeber, Bauwesen und Kosten
Auftraggeber griechischer Tempel waren vor allem zwei Gruppen: zum einen öffentliche Auftraggeber mit den je zuständigen Gremien und Institutionen, zu denen die Verwaltungen großer Heiligtümer gehörten; zum anderen einflussreiche und potente Privatstifter, wie sie uns vor allem in Gestalt hellenistischer Monarchen begegnen. Die finanziellen Aufwendungen wurden durch laufende Einkünfte gedeckt, sei es durch Steuern oder Sonderabgaben, sei es durch den Verkauf von Rohstoffen wie Silber. Auch Kollekten wurden bei überregionalen Heiligtümern wie Delphi oder Olympia gern eingesetzt. Hellenistische Monarchen konnten als Privatstifter in fremden Städten auftreten und öffentliche Bauvorhaben finanzieren, wie etwa das Beispiel Antiochos IV. belegt, der den Neubau des Olympieion in Athen in Auftrag gab. Die Mittel kamen aus dem Privatvermögen der Stifter.
Bauaufträge wurden ausgeschrieben, nachdem eine Volks- oder Ratsversammlung einen entsprechenden Beschluss gefasst hatte. Das je zuständige Gremium wählte unter den eingereichten Entwürfen einen Siegerentwurf aus. Danach trat eine Baukommission als Aufsicht führende Behörde ihre Arbeit an. Aufgaben der Kommission waren Ausschreibung und Auftragsvergabe, Bauaufsicht und Abnahme der Arbeiten sowie Lohnauszahlungen. Die Bauausschreibung enthielt alle Informationen, die es einem Bauunternehmer ermöglichten, ein realistisches Angebot für die Durchführung des Vorhabens vorzulegen. Zuschlag bekam üblicherweise das niedrigste Angebot für die umfassendste Leistung. Bei öffentlichen Bauten wurde das Baumaterial gewöhnlich vom Bauträger gestellt, Ausnahmen waren im Vertrag geregelt. Normalerweise waren Unternehmer nur für spezielle Arbeiten im Gesamtzusammenhang zuständig, da die Betriebsgrößen sehr bescheiden waren. Bezahlt wurde anfangs pro Arbeitskraft und Tag, ab dem 5. Jahrhundert v. Chr. setzte sich die Bezahlung nach Stück oder Bauabschnitt durch.
Die Kosten konnten immens sein. Eine Säule vom Neubau des Artemistempels in Ephesos kostete beispielsweise laut den erhaltenen Abrechnungen 40.000 Drachmen, was einem heutigen Gegenwert von fast 2 Millionen Euro entspricht, wenn der Tageslohn eines Handwerkers dieser Zeit mit 2 Drachmen angesetzt wird. 120 Säulen sah der Bauentwurf vor, was umgerechnet Kosten in Höhe von 360 Millionen Euro allein für den „Säulenwald“ verursachte.

## Tempel der verschiedenen Säulenordnungen
Eines der Kriterien zur Einteilung griechischer Tempel ist die architektonische Säulenordnung, die als Gestaltungsgrundlage eines Tempels diente. Je nach Wahl der Säulenordnung, die selten eine freie war, vielmehr von Tradition und landschaftlicher Gebundenheit bestimmt wurde, waren die Gesetzmäßigkeiten, denen ein Bau zu folgen hatte, ganz verschiedene. Drei große Ordnungssysteme werden hierbei unterschieden, denen die Ansprache der Tempeltypen folgt: Der dorische, der ionische und der korinthische Tempel.

### Tempel dorischer Ordnung

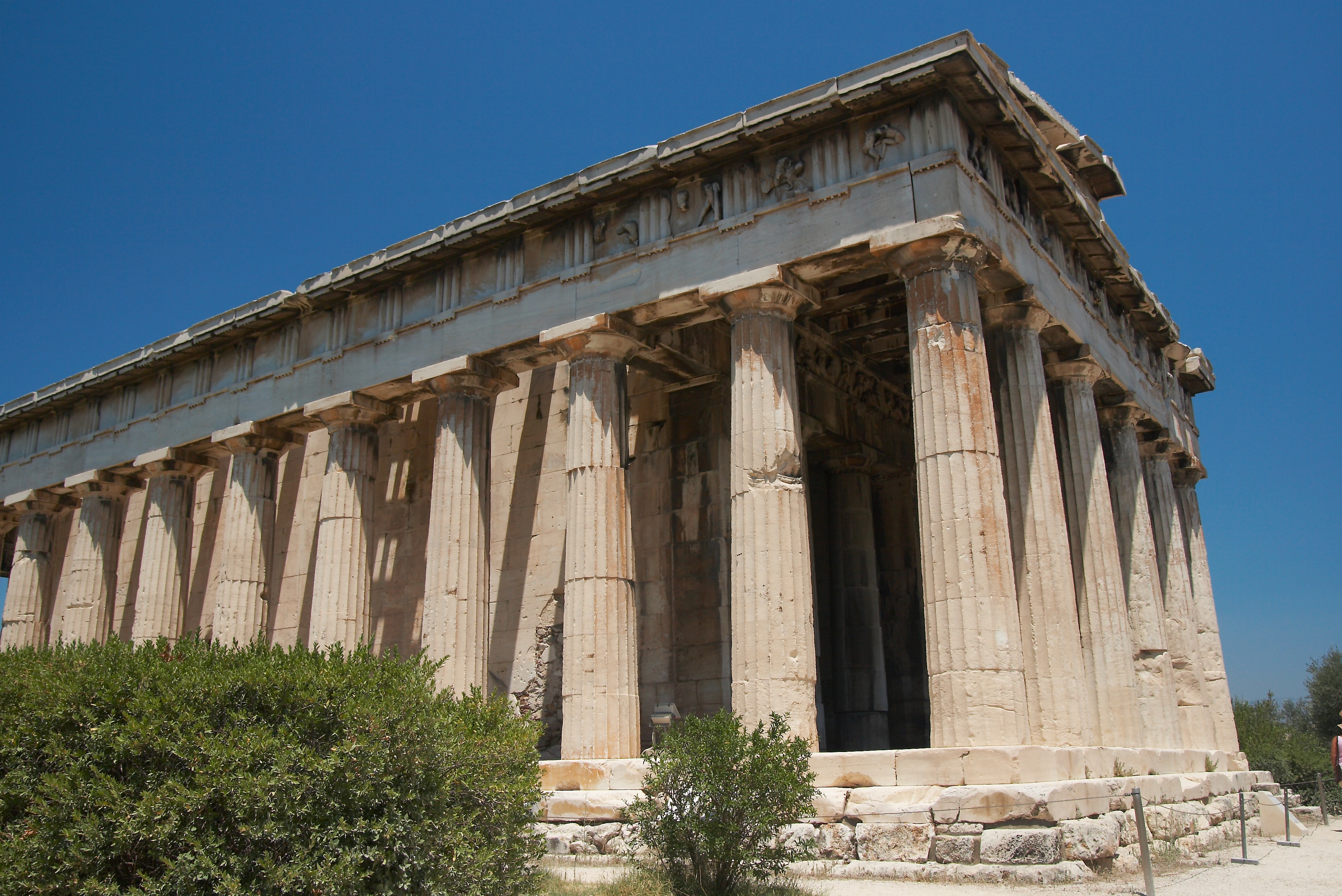
Tempel des Hephaistos in Athen

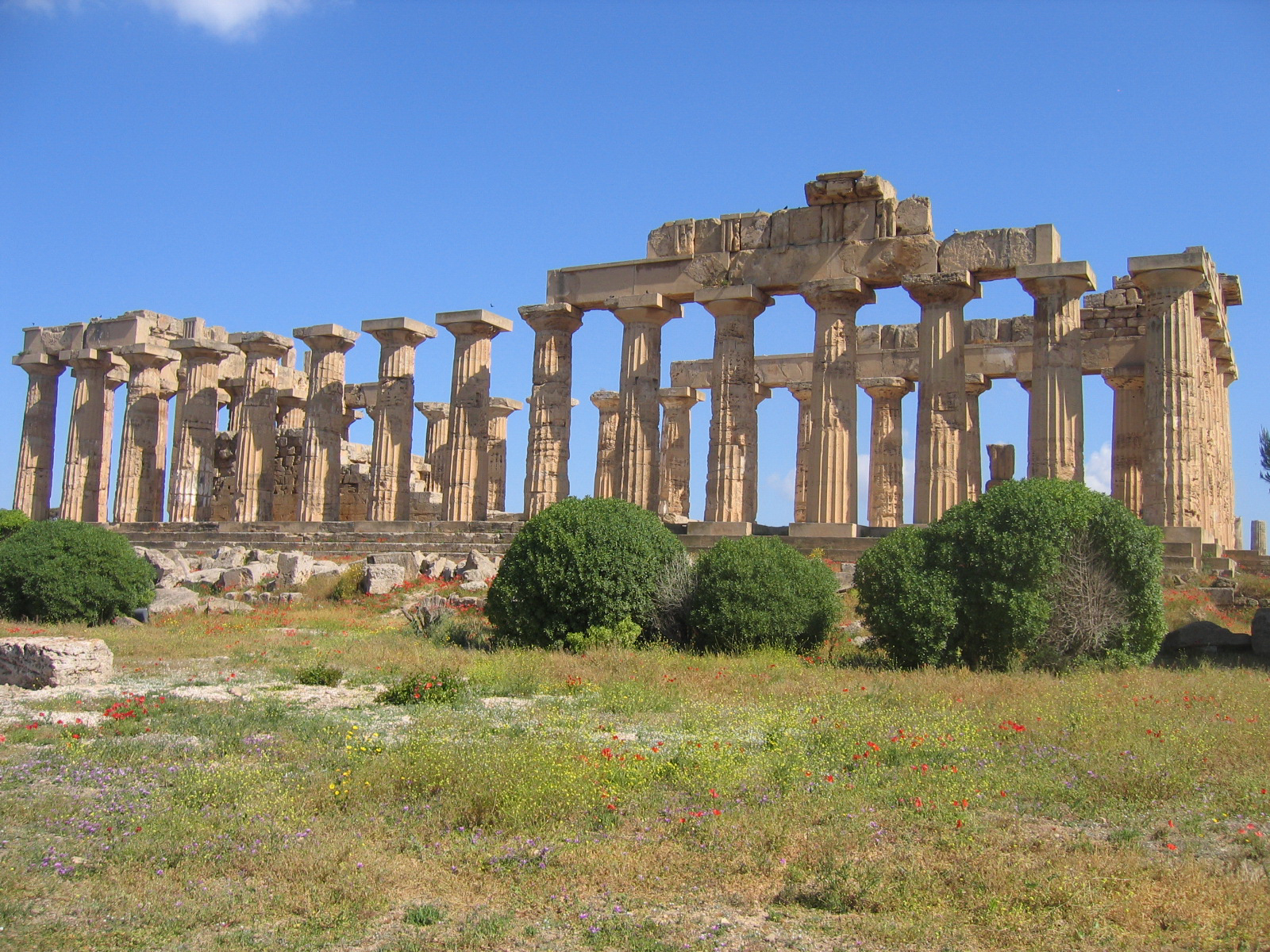
Tempel E in Selinunte

Das Bild griechischer Tempelarchitektur wird vor allem von den zahlreichen, bisweilen sehr gut erhaltenen Tempeln dorischer Ordnung geprägt. Schon früh waren Reisenden die zahlreichen Ruinen Unteritaliens und Siziliens zugänglich, die Tempel in Paestum und Akragas oder Segesta, auch das Hephaisteion in Athen oder der Parthenon beeinflussten Forschung und Auseinandersetzung mit den dorischen Tempeln.
Die Anfänge des griechischen Tempelbaues dorischer Ordnung lassen sich bis weit ins 7. Jahrhundert v. Chr. zurückverfolgen. Am Übergang zum Steinbau um 600 v. Chr. steht er weitgehend vollständig entwickelt vor uns, lediglich Details der dorischen Ordnung werden insbesondere in der Auseinandersetzung mit den Anforderungen des Tempelbaus weiterentwickelt und verfeinert.
Von frühen Formen, die bisweilen noch in apsidialen Rückseiten endeten und Walmdächer trugen, abgesehen, treten recht bald und noch vor 600 v. Chr. die ersten 100 Fuß langen Ringhallentempel auf. Ein Beispiel ist der um 625 v. Chr. errichtete Tempel C in Thermos, ein 100 Fuß langer Hekatompedos, der von einer Ringhalle mit 5 × 15 Säulen umgeben war und dessen Cella eine mittlere Säulenstellung in zwei Schiffe teilte. Bunt bemalte Tontafeln, offensichtlich frühe Metopen, und tönerne Triglyphen belegen, dass das Gebälk schon ganz der dorischen Ordnung verpflichtet war. Alle in der Einflusssphäre von Korinth und Argos errichteten Tempel des späten 7. Jahrhunderts v. Chr. scheinen dorische Peripteroi gewesen zu sein. Die frühesten Steinsäulen besitzen hierbei noch nicht die derbe Gedrungenheit der hoch- und spätarchaischen Bauten, sondern greifen die Schlankheit ihrer hölzernen Vorgänger auf. Bereits um 600 v. Chr. wird das Moment der Allseitigkeit auf den Tempel dorischer Ordnung übertragen, indem der vorgelagerte Pronaos ein Pendant an der Rückseite, den Opisthodom, erhielt. Diese von früher Zeit an vorgegebene Allseitigkeit bleibt dem dorischen Tempel vor allem des griechischen Mutterlandes vorbehalten. Weder der ionische Tempel noch die dorischen Tempel Großgriechenlandes folgten diesem Aspekt. Mit der einsetzenden Monumentalisierung der Steinformen und mit der Verlagerung der hölzernen Dachkonstruktion in den Bereich des Geisons verliert der dorische Tempel seinen Bezug zwischen Naos und Ringhalle. Die im kleiner dimensionierten Bau sich wie selbstverständlich ergebenden Beziehungen zwischen Wand- und Säulenachsen lösen sich und die Stellung des Naos in der Peristase bleibt für gut einhundert Jahre keiner festen Regel unterworfen, beginnt gleichsam zu „schwimmen“.

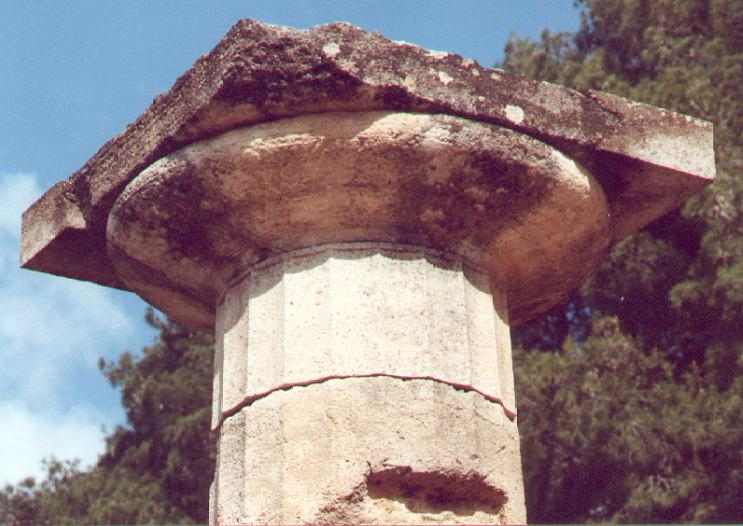
Dorisches Kapitell vom Heratempel in Olympia

Am Heraion in Olympia ist der Übergang von der Holz- zur Steinbauweise gut zu fassen. Denn die Säulen des ursprünglich ganz aus Holz und Lehm errichteten Baues wurden im Laufe der Zeit durch Steinsäulen ersetzt. Wie in einem Museum für die Geschichte des dorischen Kapitells und der dorischen Säule insgesamt sind hier alle Zeitstufen bis in römische Zeit anzutreffen. Noch Pausanias sah eine der Holzsäulen, die im Opisthodom stand. Am Tempel mit seinen 6 × 16 Säulen und seinem weiterhin hölzernen Gebälk musste bereits der allen dorischen Ringhallentempeln eigentümliche Eckkonflikt ausgeglichen werden. Erreicht wurde es durch eine Verkleinerung der Eckjoche, die sogenannte Eckkontraktion. Überaus fortschrittlich stellt sich der Tempel hinsichtlich der Einbindung des Naos in die Ringhalle dar, der die später kanonische Lösung der Beziehung zwischen äußeren Wandfluchten und zugeordneten Säulenachsen vorwegnimmt. Auch mit seiner Differenzierung zwischen breiteren Jochen der Schmalseiten und schmaleren Jochen der Langseiten ist der Tempel durchaus wegweisend, was gleichermaßen für seine Rhythmisierung der Säulen in der Cella gilt, die mit den Außensäulen korrespondieren.
Der älteste komplette Steinbau eines dorischen Tempels wird durch den am Anfang des 6. Jahrhunderts v. Chr. errichteten Artemistempel in Kerkyra, dem heutigen Korfu, repräsentiert. Wuchtig und schwer erhoben sich alle Teile des Tempels, dessen gedrungene Säulen kaum das Fünffache des unteren Säulendurchmessers an Höhe erreichten und der mit seinen nur säulenbreiten Interkolumnien eine dichte Säulenfront bot. Die Einzelformen seiner dorischen Ordnung sind noch weit vom Kanon entfernt, obgleich alle notwendigen Glieder im Aufbau vorhanden sind. Fremd wirkt sein Grundriss, der mit einer Säulenstellung von 8 × 17 Säulen den Bautypus des Pseudodipteros zu vertreten scheint.

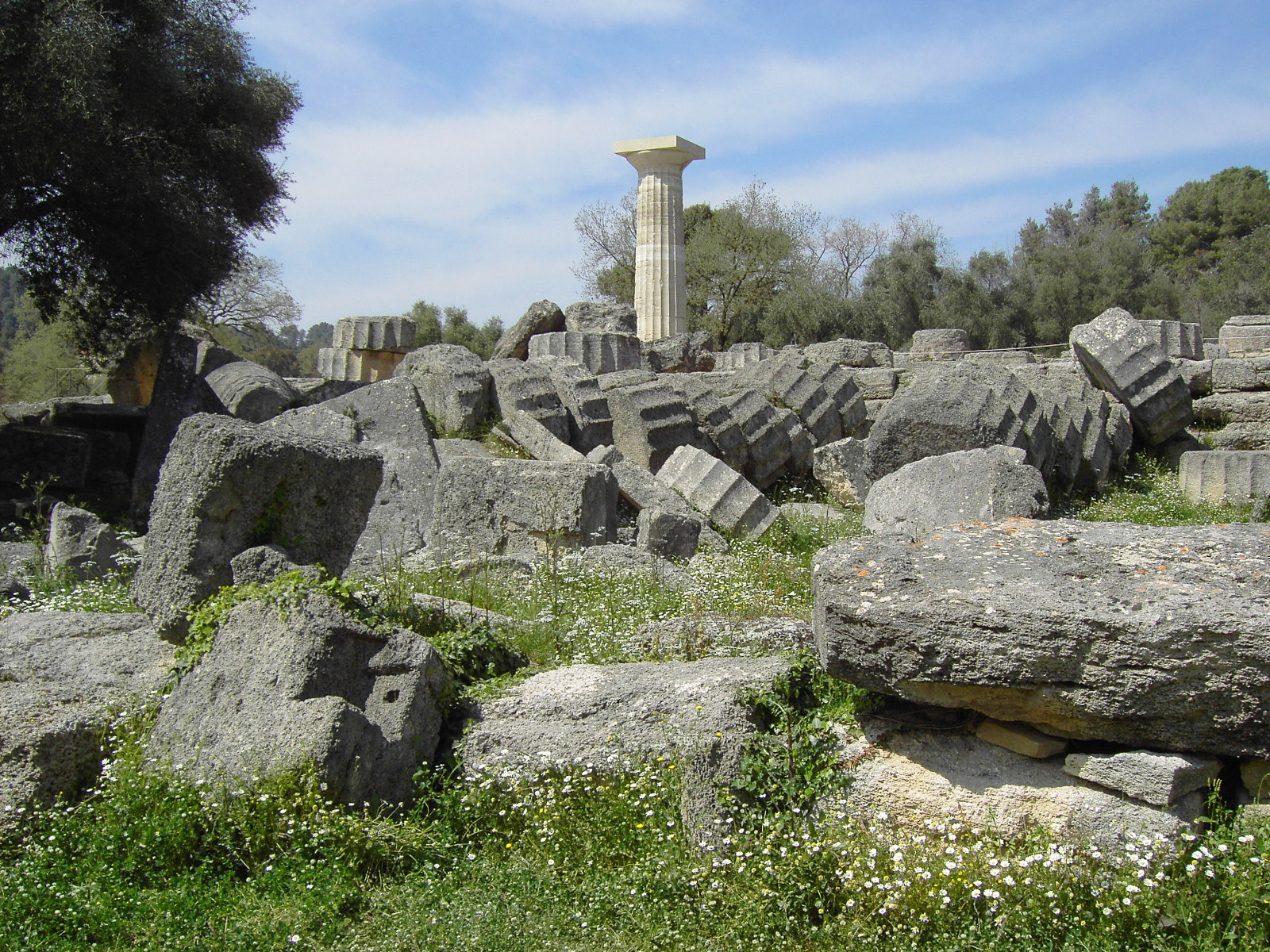
Ruine des Zeustempels in Olympia

Unter den Tempeln dorischer Ordnung nimmt das peisitratische Olympieion in Athen eine Sonderstellung ein. Obgleich nie vollendet, versuchte der Architekt an diesem Bau, den ionischen Dipteros zu adaptieren. Säulentrommeln, die im späteren Fundament verbaut wurden, sprechen dafür, im Entwurf einen dorischen Tempel zu erkennen. Dennoch folgt der Grundriss soweit seinen ionischen Vorbildern auf Samos, dass eine derartige Lösung kaum mit einem dorischen Triglyphenfries in Einklang bringbar scheint. Nachdem Hippias 510 v. Chr. aus Athen vertrieben worden war, blieb der Bau sofort liegen: Am Denkmal tyrannischer Selbstdarstellung wollte die Demokratie nicht weiterbauen.
Von dieser Ausnahme und Beispielen aus dem experimentierfreudigen Gebiet Großgriechenlands abgesehen, bleibt der klassische dorische Tempel der Peripteros. Ihn zur Vollendung zu bringen, wird mit Nachdruck betrieben. Die klassische Lösung fand der Architekt Libon von Elis schon bald am um 460 v. Chr. errichteten Zeustempel von Olympia. Der Tempel mit seinen 6 × 13 Säulen oder 5 × 12 Jochen ist durch und durch rational gestaltet. Ein Joch ist hierbei 16 Fuß breit, eine Triglyphe + Metope ergaben 8 Fuß, ein Mutulus + Via ergaben 4 Fuß, die Ziegelbreite des marmornen Daches betrug 2 Fuß. Die Formen der Säule sind kräftig, die Schwellung des Schaftes besitzt jedoch nur eine schwach ausgeprägte Entasis, der Echinus der Kapitelle streckt sich in 45 Grad fast steil nach oben. Der gesamte Aufbau ist von einer Kurvatur durchzogen. Die Cella ist exakt 3 × 9 Joche groß und fluchtet mit den Außenwänden in die Achsen der gegenüberliegenden Säulen.

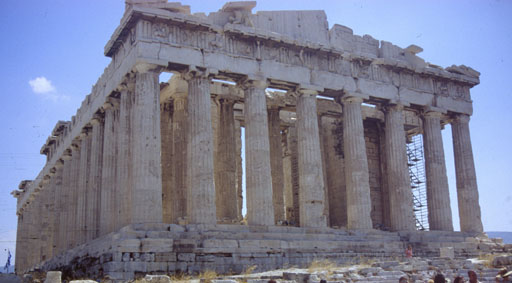
Der Parthenon

6 × 13 Säulen, das klassische Verhältnis, kehrt an zahlreichen Tempeln wieder. Genauso häufig begegnet es in einer auf die Jochzahlen bezogenen Abwandlung bei Tempeln, die ein Säulenverhältnis von 6:12 und ein Jochverhältnis von 5:11 aufweisen. Am Parthenon ist es gesteigert auf 8 × 17 Säulen, folgt aber dem gleichen Schema. Trotz seiner acht Säulen der Schmalseiten ist der Tempel ein reiner Peripteros, dessen Naosaußenseiten in die Achsen der 2. und 7. Säule fluchten. Gleichwohl heben viele weitere Sonderlösungen den Tempel aus der Masse griechischer Peripteroi heraus. So sind die Anten von Pronaos und Opisthodom zu kurzen Pfeilern verkürzt. Stattdessen weist er prostyle Säulenstellungen innerhalb der Peristasis an Front und Rückseite auf und scheint hierin ionische Lösungen aufzugreifen. Auch die Gestaltung des Naos mit seinem vier Säulen bergenden Westraum fällt auf. Diesen „Parthenon“ genannten Raum besaß bereits der archaische Vorgänger. Im ganzen Entwurf waltet das Verhältnis 4:9. Säulendurchmesser zu Säulenabstand wurden hierdurch festgelegt, das Seitenverhältnis des Stylobats folgt ihm, auch der Naos ohne Anten. Tempelbreite zu Tempelhöhe bis zum horizontalen Geison ist durch das Verhältnis 9:4 festgelegt, und dem folgt ins Quadratverhältnis gesteigert das Verhältnis zwischen Tempellänge zu Tempelhöhe, das 81:16 beträgt. All dies wurde wieder entspannt und gelöst durch die oben erwähnten Verfeinerungen, die den gesamten Bau, von Bauglied zu Bauglied, durch alle Schichten durchziehen. 92 figurengeschmückte Metopen zieren den Triglyphenfries: Kentauromachie, Iliupersis, Amazonomachie und Gigantomachie sind ihre Themen. Den Naos bekrönt ein umgehender ionischer Figurenfries mit der Darstellung der Prozession anlässlich der Panathenäen. Großformatige Figuren schmücken schließlich die Giebelfelder der Schmalseiten. Als klassischer griechischer Tempel schlechthin, so stellt sich der Parthenon für viele bis heute dar.
Im 4. Jahrhundert v. Chr. wurden als Reminiszenz an archaische Vorgängerbauten wenige dorische Tempel mit 6 × 15 Säulen oder 6 × 14 Säulen gebaut. Insgesamt folgen die dorischen Tempel der Tendenz, in ihrem Aufbau leichter und lichter zu werden. Die Säulen werden schmaler, die Säulenabstände werden weiter. Es drückt sich hierin eine Angleichung an Proportion und Gewichtung ionischer Tempel aus, die am ionischen Tempel ihre Antwort in einer zunehmenden Schwere der Bauglieder erhält. Unter dem Gesichtspunkt dieser gegenseitigen Beeinflussung verwundert es nicht, dass am Zeustempel in Nemea im letzten Drittel des 4. Jahrhunderts v. Chr. die Front durch eine zwei Joche tiefe Vorhalle betont wird, der Opisthodom hingegen unterdrückt wurde. Frontbetonung aber ist ein Wesenszug ionischer Tempel. Die zunehmende Reduktion der Säulenanzahl an der Langseite, die am ionischen Tempel zu beobachten ist, findet ihr Pendant im dorischen Tempelbau. An einem kleinen Tempel in Kournò ist die Peristase auf 6 × 7 Säulen reduziert, der Stylobat umfasst nur knapp 8 × 10 Meter, und die Eckstützen waren zu den „Schmalseiten“ hin als Pfeilerhalbsäulen gebildet. Die Ringhalle dorischer Großbauten ist hier nurmehr Zitat, die Funktion als Baldachin für den Kultbildbau, für den Statuenschrein offensichtlich.

Tempel G in Selinunt

An all dem nimmt die Entwicklung in Sizilien und Unteritalien kaum teil. Nicht nur, dass der Tempelbau sich im Großen und Ganzen auf das 6. und 5. Jahrhundert v. Chr. beschränkt. Im verbleibenden Zeitraum entwickelten die Griechen in Großgriechenland überwiegend ausgefallene Lösungen, die in den Mutterstädten der Kolonien kaum denkbar gewesen wären. Tempel mit ungerader Säulenanzahl an der Front etwa lassen sich gleich an zwei Beispielen nachweisen. Beide Tempel hatten neun Frontsäulen. Die gegenüber dem Mutterland fortgeschrittenen technischen Möglichkeiten bildeten die Grundlagen für manche Abweichung. So erlaubten die in den Kolonien entwickelten konstruktiven Neuerungen im Gebälkbau, bisher nie dagewesene Räume zu überspannen, was in direkter Folge zu tiefen Ringhallen und weitläufigen Bauten des Naos führte. Häufig sind die Peristasen zwei Joche tief, so dass sie als Pseudodipteroi angesprochen werden müssen. Der Opisthodom spielt nur eine untergeordnet Rolle, obwohl er, wie am Poseidontempel in Paestum, durchaus vertreten war. Viel häufiger besaßen die Tempel hingegen einen separaten Raum am hinteren Ende der Cella, der allgemein nicht betreten werden durfte, das Adyton. Das Adyton konnte dabei durchaus als freistehender Bau innerhalb der Cella angelegt gewesen sein. Wenn möglich, wurde auf Säulenstellungen in der Cella verzichtet, wodurch freie Dachkonstruktionen nötig wurden, die bis zu 13 Meter überspannten.

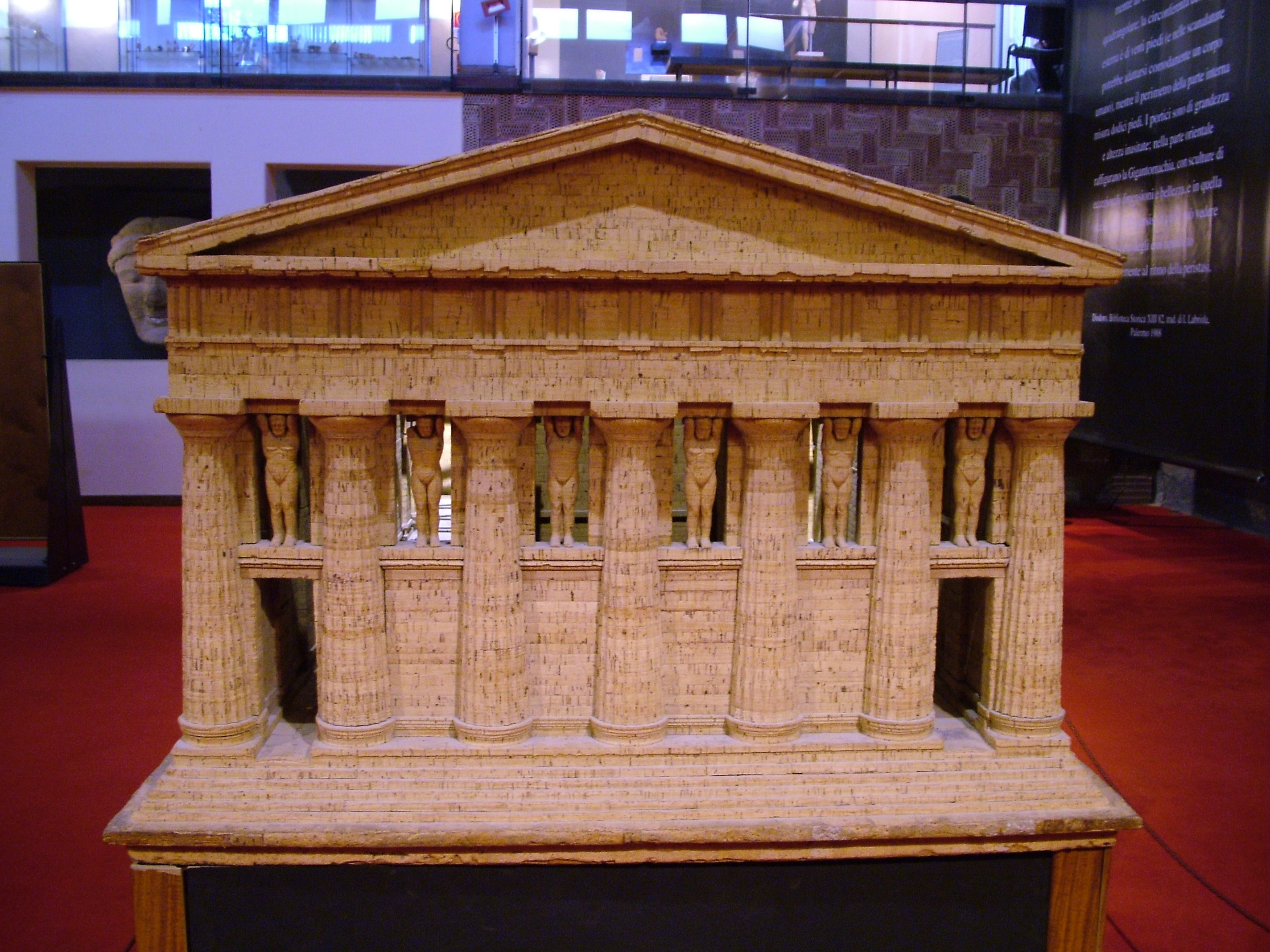
Modell des Olympieion in Akragas

Größter derartiger Bau war das in vielem absolut „ungriechische“ Olympieion in Akragas, ein mit Halbsäulen und figürlichen Stützfiguren, Telamone, ausgestatteter und teils mit Wänden und Scherwänden geschlossener „Pseudo“-Peripteros von 8 × 17 Säulen. Mit Außenmaßen von 56 × 113 Meter war der Bau der größte jemals fertiggestellte dorische Tempel überhaupt. Waren die Architekten der Kolonien im Grundsätzlichen schon so unabhängig und experimentierfreudig, so waren sie es erst recht im Detail. Die Unterseiten dorischer Geisa konnten mit Kassetten statt der üblichen Mutulus-Platten verziert sein. War die Betonung der Hauptseite – oft durch Rampen und Treppenanlagen mit bis zu acht Stufen sowie mit bis zu dreieinhalb Jochen tiefen Vorhallen – klares Entwurfsprinzip der Tempel, so wurde dies durch eine Erweiterung der Säulenabstände an den Langseiten wieder aufgehoben, wie etwa am Heratempel I von Paestum. Der dorische Eckkonflikt konnte allein in den Kolonien ganz ignoriert werden; wenn unteritalische Architekten ihn lösten, wurde auf zahlreiche verschiedene Lösungen zurückgegriffen: Verbreiterung der Eckmetopen oder der Ecktriglyphen, Veränderungen an Säulenabstand und Metopen. Teils kamen an Front- und Langseiten unterschiedliche Lösungen gleichzeitig zum Einsatz.

### Tempel ionischer Ordnung

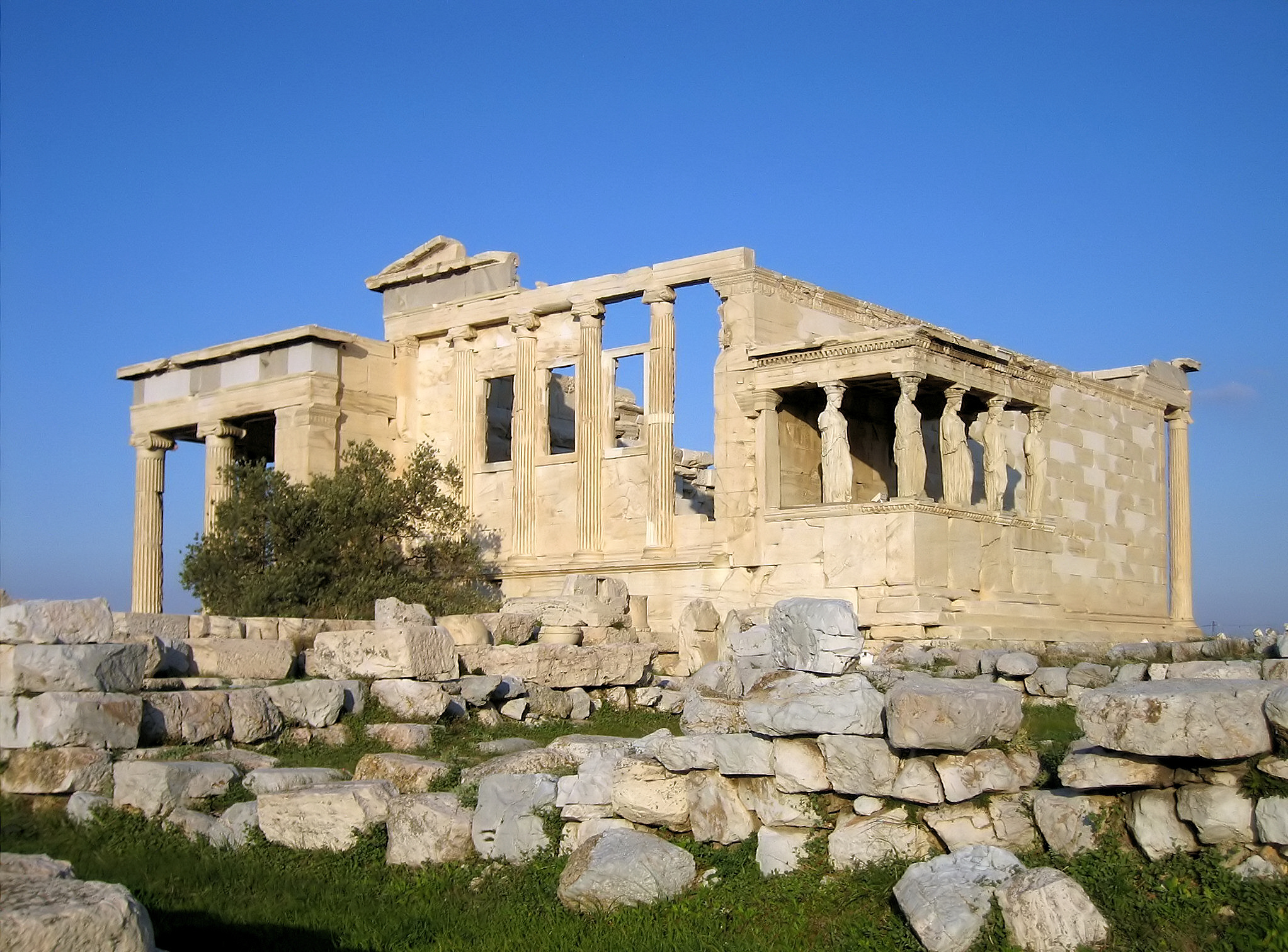
Das Erechtheion in Athen

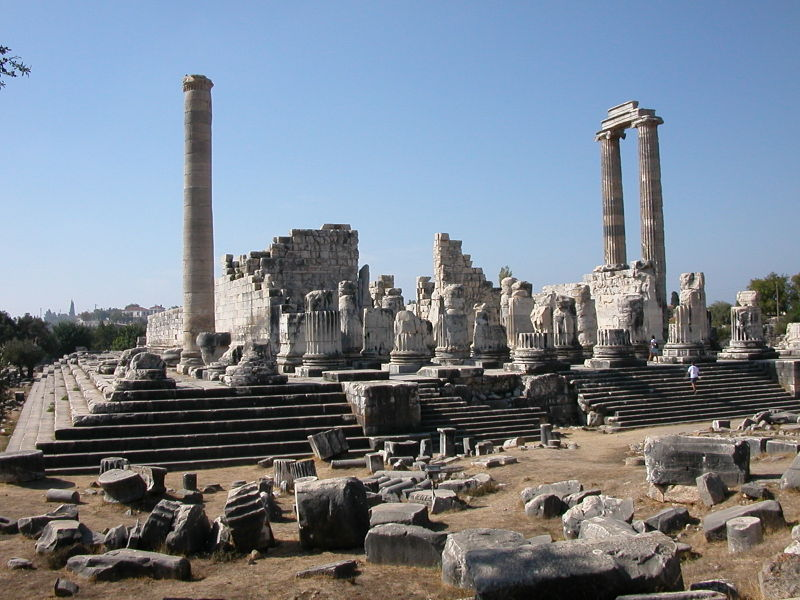
Ruine des Apollontempels von Didyma

Für die Frühzeit ionischer Tempel vor dem 6. Jahrhundert v. Chr. kann höchstens von ionischen Tempeln im Sinne des ionischen Siedlungsgebietes gesprochen werden. Bauteile, die der ionischen Ordnung zuzusprechen wären, fehlen. Dennoch lässt sich bereits bei den frühen Tempeln das rationale System erkennen, das in der Folge die ionischen Tempel durchdringt. So sind ab der Frühzeit Cellawände und korrespondierende Säulen axial aufeinander bezogen, während bei dorischen Tempeln die Cellaaußenwände mit den Säulenachsen fluchten. Auch kommen die frühen Tempel wie ihre archaischen Nachfolger ohne Allseitigkeit der Gestaltung aus, der Opisthodom fehlt regelmäßig und erst im 4. Jahrhundert v. Chr. wird der Peripteros vollständig „ionisiert“. Demgegenüber zeichnen sich frühe ionische Tempel durch eine Betonung der Front mittels doppelter Säulenstellungen aus. Die überlangen Peristasen werden zum bestimmenden Element. Zugleich lebt der ionische Tempel von der Vorliebe für bewegte und reich dekorierte Oberflächen, von Schattenspielen, die allenthalben eingesetzt werden.
Sobald die ionische Ordnung im Tempelbau greifbar wird, wird sie zugleich ins Monumentale gesteigert. Der um 560 v. Chr. errichtete Rhoikostempel im Heraion von Samos erreichte als Dipteros bereits Grundmaße von 52 × 105 Meter. Ein doppelter Säulenkranz von 8 × 21 Säulen umgab den Naos, an der Rückseite waren gar zehn Säulen untergebracht. Die Front hingegen wies unterschiedliche Jochweiten auf, wobei das Mitteljoch besonders weit geöffnet war. Die Säulen erreichten bei gleichem Durchmesser das Dreifache an Höhe ihrer dorischen Pendants. 40 Kanneluren bereicherten das filigrane Oberflächenspiel der Säulenschäfte. Die samischen Basen waren mit Abfolgen horizontaler Kanneluren verziert, erreichten bei dieser Verspieltheit dennoch ein Gewicht von 1500 Kilogramm. Die Kapitelle dieses Baues waren wahrscheinlich wie das Gebälk noch ganz aus Holz gearbeitet. Erst am späteren Neubau des Polykrates haben sich ionische Volutenkapitelle der äußeren Ringhalle erhalten. Die Säulen der inneren Peristasis trugen hingegen sogenannte Blattkranzkapitelle und verzichteten auf Voluten.
Auf den Kykladen begegnen uns ganz aus Marmor errichtete Tempel, zugehörige ionische Volutenkapitelle wurden jedoch nicht gefunden. Ihr marmornes Gebälk gehört der ionischen Ordnung an.
Mit dem um 550 v. Chr. begonnen älteren Artemision von Ephesos werden die Hinterlassenschaften zahlreicher. Der als Dipteros konzipierte Bau, für den mit Theodoros von Samos einer der Architekten des samischen Heraion engagiert werden konnte, übertrifft mit seinem 55 × 115 Meter großen Unterbau alle Vorbilder. Seine Cella war als offener Innenhof, als sogenannter Sekos, ausgeführt, der Bau selbst war ganz aus Marmor errichtet. Der Tempel galt als eines der sieben Weltwunder der Antike, was bei dem betriebenen Aufwand gerechtfertigt erscheinen mag. Die Säulen erhoben sich auf ephesischen Basen, 36 Säulen waren an ihrem unteren Ende mit mannshohen Figurenfriesen geschmückt, den sogenannten columnae caelatae. Die Säulen hatten zwischen 40 und 48 Kanneluren, die abwechselnd breit und schmal geschnitten sein konnten. Mit den hier nachgewiesenen ersten Marmorarchitraven der griechischen Baukunst wurden sogleich die größten je überwundenen Spannweiten in Stein überbrückt. Der mittlere 8,74 Meter lange Architravblock musste hierfür mit seinen 24 Tonnen Gewicht auf über 20 Meter Höhe mittels Flaschenzügen gehoben werden. Der Bau wies wie seine Vorbilder immer noch eine Differenzierung der Frontjoche auf und erhöhte dafür die Anzahl der rückseitigen Säulen auf neun. Kroisos war antiken Quellen nach einer der Stifter des Tempels und tatsächlich fand sich an einer der von ihm gestifteten Säulen eine Stifterinschrift, die seinen Namen erwähnt. Der Tempel wurde im Jahr 356 v. Chr. von Herostratos in Brand gesteckt, aber umgehend wieder aufgebaut. Für den Neubau wurde erstmals eine mächtige Krepis mit mindestens zehn Stufen ausgeführt, während die älteren ionischen Tempel im Allgemeinen ohne besonderen Unterbau auskamen. Als Gegengewicht zu dem betonten Sockel hatte das höher proportionierte Gebälk den aufstrebenden schlanken Säulen ein optisches Gewicht entgegenzusetzen, es stellte eine echte Last dar.
Auch der um 540 v. Chr. begonnene Bau des Apollontempels von Didyma bei Milet war ein Dipteros mit offenem Innenhof. Dessen Wände wurden durch kräftige Pilaster gegliedert, die in rhythmischem Bezug zur Stellung der Ringhallensäulen standen. Die Säulen waren wie am Artemision von Ephesos als columnae caelatae mit figürlichem Schmuck gebildet und besaßen 36 Kanneluren. Um 500 v. Chr. wurde der Bau eingestellt und erst nach 331 v. Chr. als Neubau wieder aufgenommen, schließlich im 2. Jahrhundert n. Chr. vollendet. Die ungeheuren Baukosten mögen als eine der Gründe für die lange Bauzeit erklären. An dem Bau wurde zum ersten Mal das attische Einheitsjoch im ionischen Tempelbau angewandt, eine Differenzierung der Frontjochweiten fand also nicht mehr statt.

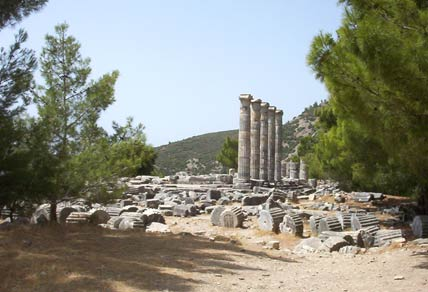
Die Ruine des Athena-Tempels in Priene

Peripteroi ionischer Ordnung waren meist etwas kleiner dimensioniert und gedrungener in ihrem Säulenverhältnis als die Ringhallentempel dorischer Ordnung. Mit dem Tempel der Athena Polias in Priene ist der schon in der Antike als klassisch ionischer Tempel schlechthin geltende Bau des Pytheos erhalten. Es handelt sich um den ersten monumentalen Peripteros Ioniens, der zwischen 350 und 330 v. Chr. errichtet wurde. Seinem Entwurf liegt ein Raster von 6 × 6 Fuß zugrunde, wobei eine Säulenplinthe genau ein solches Feld einnahm. Der Peripteros besaß 6 × 11 Säulen, hatte also ein Verhältnis der Joche zueinander von 5:10 oder 1:2. Wände und Säulenstellungen waren ionischer Gepflogenheit folgend axial aufeinander bezogen. Die Peristasis war an allen Seiten gleich tief gestaltet, eine Betonung der Front entfiel und an der Rückseite der Cella wurde erstmals ein Opisthodom integriert. Die sich hier zeigende rational-mathematische Durchdringung der Konzeption entspricht ganz der naturphilosophisch geprägten ionischen Gedankenwelt. Bau und Wirken des Pytheos war ein großes Nachleben beschieden. In Hermogenes, der vermutlich selbst aus Priene stammte, erwuchs Pytheos ein würdiger Nachfolger, der um 200 v. Chr. den Tempelbau ionischer Ordnung auf einen letzten Höhepunkt brachte.
Hermogenes errichtete als federführender Architekt unter anderem mit dem Artemision in Magnesia am Mäander einen der ersten Pseudodipteroi. Die am Pseudodipteros weggelassene innere Säulenstellung bei gleichzeitig zwei Joch tiefen Hallen führten zu einem ungeheuer erweiterten Umgang, dem Pteron, der einen Vergleich mit der gleichzeitigen Hallenarchitektur nicht zu scheuen brauchte. Das Raster des Baus in Magnesia folgte einem Quadrat von 12 × 12 Fuß. Die Ringhalle hatte einen Kranz von 8 × 15 Säulen, also 7 × 14 Jochen, was einem Verhältnis von 1:2 entspricht. Der Naos bestand dabei aus einem 4 Joche tiefen Pronaos, einer 4 Joche tiefen Cella und einem 2 Joche umfassenden Opisthodom. Über dem Architrav der Ringhalle folgte ein figürlicher Fries, der auf 137 Metern eine Amazonomachie darstellte. Darüber lagen der Zahnschnitt, das ionische Geison und die Sima genannte Traufleiste.
Obgleich ebenfalls ionisches Siedlungsgebiet, führte die ionische Ordnung im Tempelbau Athens oder Attikas nur ein Schattendasein. Erwähnt sei der kleine, um 420 v. Chr. fertiggestellte amphiprostyle Tempel der Nike Apteros auf der Akropolis, der ionische Säulen auf plinthenlosen attischen Basen, Drei-Faszien-Architrav und figürlichen Fries kombiniert, auf den kleinasiatischen Zahnschnitt hingegen verzichtet. Ost- und Nordhalle des 406 v. Chr. vollendeten Erechtheions auf der Akropolis folgten ebenfalls dieser Abfolge der Bauglieder.
Als Neuerung wurde an einem ionischen Tempel in Epidauros der Typus des Pseudoperipteros eingeführt. Der kleine ionische Prostylos besaß Halbsäulen an Langseiten und Rückseite, die Peristasis wurde zum Fassadenzitat reduziert.
In Großgriechenland ist der ionische Tempel kaum zu greifen. Als Ausnahme ist er mit dem frühklassischen Tempel D, einem Peripteros von 8 × 20 Säulen, in Metapont nachweisbar. Sein Architekt kombinierte kleinasiatischen Zahnschnitt mit attischem Fries und belegt, dass die fernen Kolonien durchaus an der Entwicklung des Mutterlandes teilnehmen konnten.

### Tempel korinthischer Ordnung

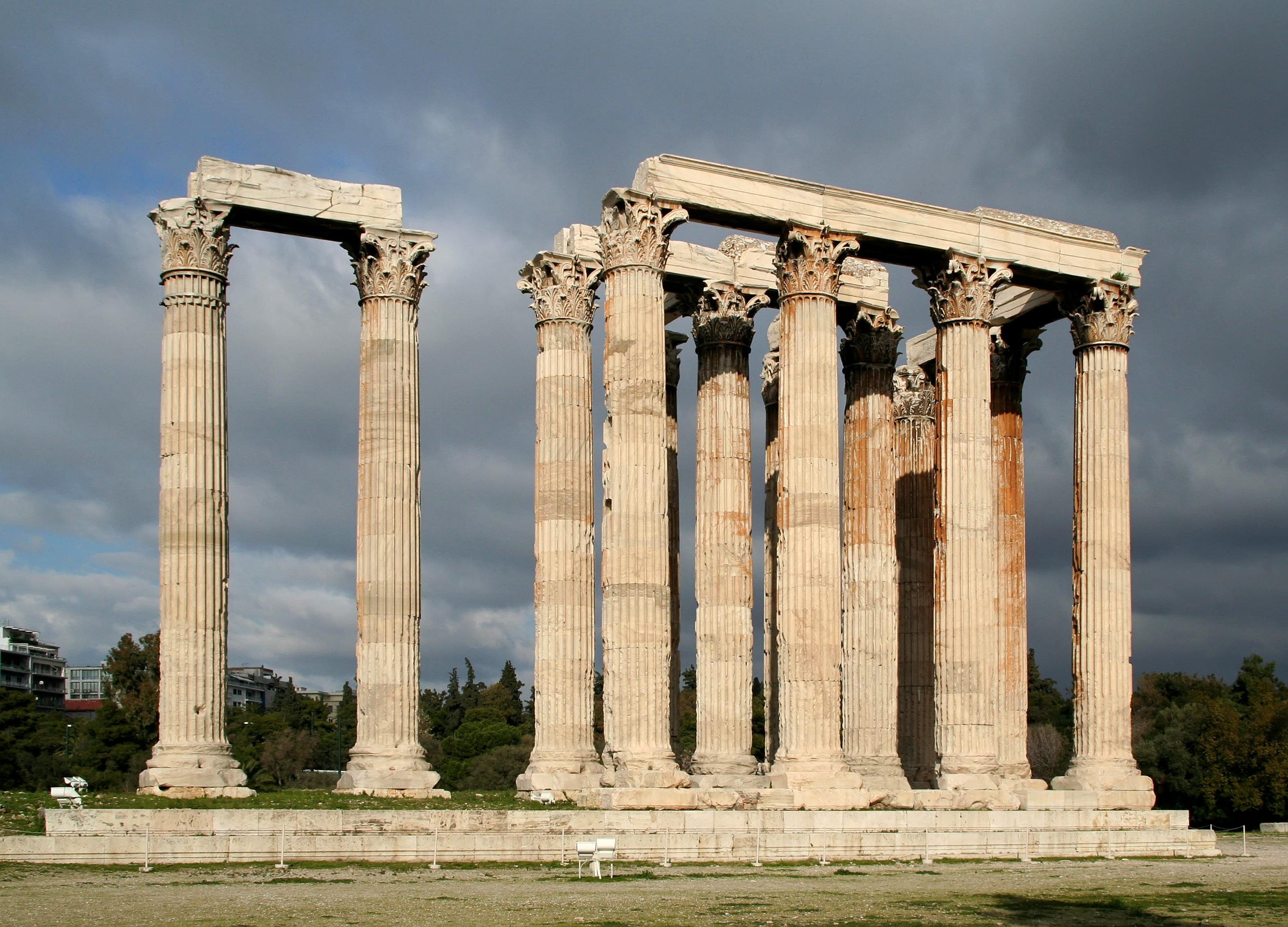
Das Olympieion in Athen

Als jüngste der drei klassischen griechischen Bauordnungen gelangte die korinthische Ordnung erst spät in den Außenbau griechischer Tempel. Nachdem die korinthische Ordnung etwa am Mausoleum von Belevi ihre Tauglichkeit für die monumentale Außenordnung bewiesen hat, mehren sich ab der zweiten Hälfte des 3. Jahrhunderts v. Chr. die Hinweise auf korinthische Tempel. Mit dem zwischen 175 und 164 v. Chr. konzipierten und begonnenen hellenistischen Olympieion in Athen tritt der korinthische Tempel erstmals gut datiert und erhalten in Erscheinung. Der mächtige Dipteros mit seinem 110 × 44 Meter großen Unterbau und seinen 8 × 20 Säulen ist einer der größten korinthischen Tempel überhaupt. Gestiftet von Antiochos IV. Epiphanes verbindet er alle Merkmale der kleinasiatisch-ionischen Ordnung mit dem korinthischen Säulenkapitell. In Athen bleibt der Bau hinsichtlich seiner Ordnung, der kleinasiatischen Bauformen und als Dipteros ein Außenseiter.
Um die Mitte des 2. Jahrhunderts v. Chr. wurde in Olba-Diokaisareia im Rauhen Kilikien ein 6 × 12 Säulen umfassender korinthischer Peripteros errichtet. Die meist noch aufrechten Säulen stehen auf attischen Basen ohne Plinthen, was für die Zeitstellung außergewöhnlich ist. Die 24 Kanneluren der Säulen sind in ihrem unteren Drittel nur facettiert. Die zugehörigen korinthischen Kapitelle sind aus je drei Werkstücken gearbeitet, ebenfalls eine Sonderform. Das Gebälk dieses Tempels war vermutlich dorischer Ordnung, zumindest legen das Mutulusplatten nahe, die in der Ruine verstreut sind. All diese Sonderformen lassen eine alexandrinische Stiftung und Bauhütte möglich erscheinen, da Alexandria sowohl die größte Vorliebe für die Verbindung korinthischer Kapitelle mit dorischem Gebälk hatte, als auch am konsequentesten auf die Plinthe unter attischen Basen verzichtete.
Eine weitere Grundrisslösung bietet der Tempel der Hekate in Lagina, ein kleiner Pseudodipteros von 8 × 11 Säulen. Dessen Bauglieder folgen wieder ganz dem kleinasiatisch-ionischen Formkanon. Als Besonderheit hat er jedoch einen reichen figürlichen Fries aufzuweisen, der diesen kleinen um 100 v. Chr. errichteten Bau zu einem Kleinod erhebt.
Die wenigen griechischen Tempel korinthischer Ordnung, die fast stets eine Einzellösung hinsichtlich ihrer Bauformen oder ihrer Grundrisse bieten, sind zunächst fast immer als Ausdruck königlichen Stiftungswesens zu deuten. Mittels der korinthischen Ordnung konnte der materielle und technische Aufwand, der für ein Gebäude betrieben wurde, erheblich gesteigert werden, was der Selbstdarstellung der Auftraggeber entgegenkam. Mit dem Niedergang der hellenistischen Monarchien, mit dem Aufstreben Roms und romfreundlicher Kräfte treten zunehmend merkantile Eliten und Heiligtumsverwaltungen als Bauherren auf. Durch den Bau korinthischer Tempel konnten Selbstbewusstsein und Unabhängigkeit demonstriert werden. Als Element der römischen Reichsarchitektur fand der korinthische Tempel schließlich im ganzen römisch-hellenistischen Kulturraum, vor allem in Kleinasien, bis in die späte Kaiserzeit hinein eine weite Verbreitung.